# Liste der Kulturdenkmale in Lauda-Königshofen

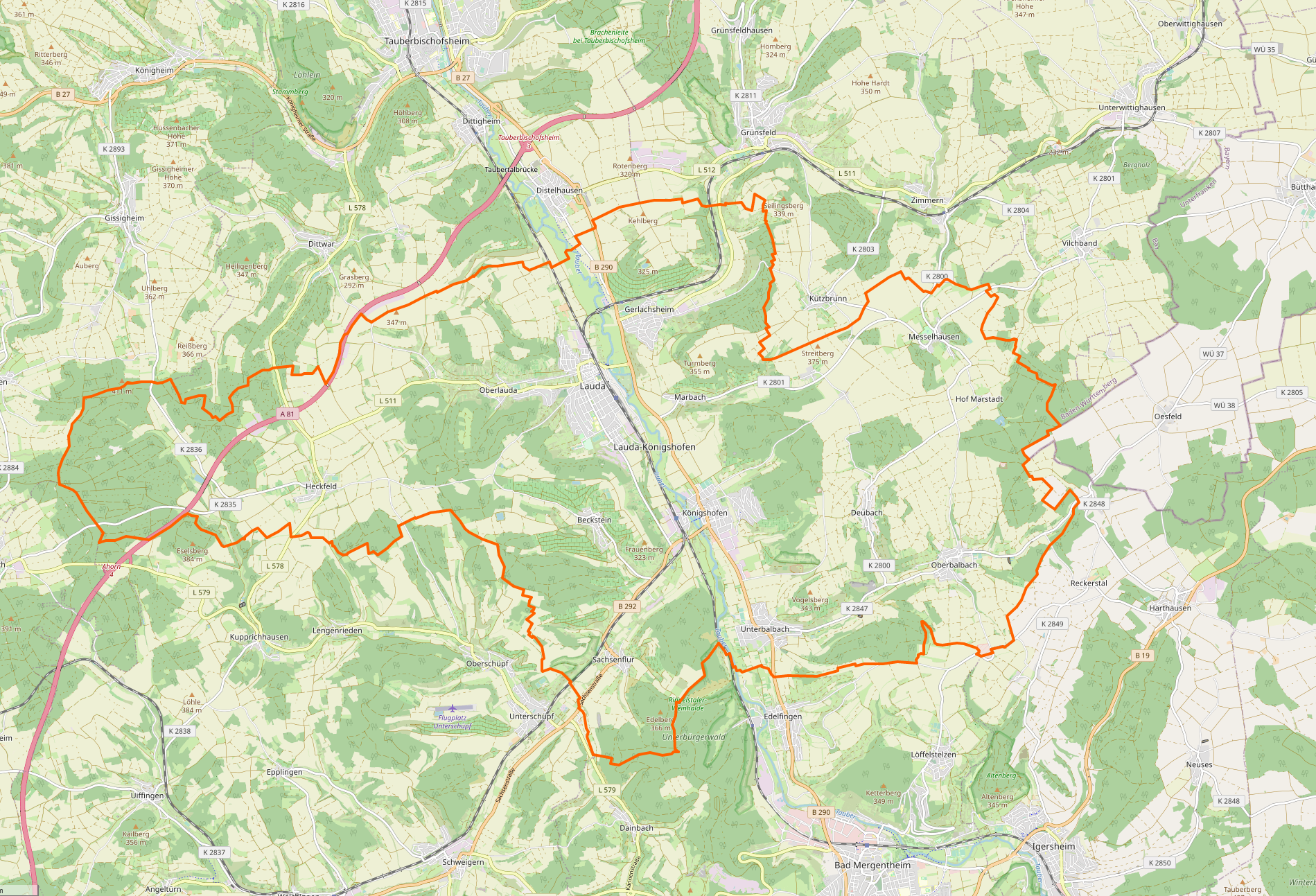
Gemarkung und Lage der Stadt Lauda-Königshofen

In der Liste der Kulturdenkmale in Lauda-Königshofen sind unbewegliche Bau- und Kunstdenkmale aller Stadtteile von Lauda-Königshofen aufgeführt. Grundlage für diese Liste ist die vom Regierungspräsidium Stuttgart herausgegebene Liste der Bau- und Kunstdenkmale mit Stand vom 15. Februar 2012. Der Artikel ist Teil der übergeordneten Liste der Kulturdenkmale im Main-Tauber-Kreis. Diese Liste ist nicht rechtsverbindlich. Eine rechtsverbindliche Auskunft ist lediglich auf Anfrage bei der Unteren Denkmalschutzbehörde der Stadt Lauda-Königshofen erhältlich.
Kleindenkmale wie beispielsweise Bildstöcke, Statuen und Wegkreuze blieben im Stadtgebiet zahlreich erhalten. Der Grund liegt in der seit dem Mittelalter durchgehend landwirtschaftlichen Struktur. Es kam in der Neuzeit zu keiner Verdichtung von Siedlung und Industrie wie in den Ballungsgebieten, so dass diese Kulturdenkmale im Freiland weitgehend erhalten blieben.

## Allgemein
- Bild: Zeigt ein ausgewähltes Bild aus Commons, „Weitere Bilder“ verweist auf die Bilder im Medienarchiv Wikimedia Commons.
- Bezeichnung: Nennt den Namen, die Bezeichnung oder die Art des Kulturdenkmals.
- Lage: Straßenname und Hausnummer oder Flurstücknummer des Kulturdenkmals, gegebenenfalls auch den Ortsteil. Die Grundsortierung der Liste erfolgt nach dieser Adresse. Der Link (Karte) führt zu verschiedenen Kartendiensten mit der Position des Kulturdenkmals. Fehlt dieser Link, wurden die Koordinaten noch nicht eingetragen. Sind diese bekannt, können sie über ein Tool mit einer Kartenansicht einfach nachgetragen werden. In dieser Kartenansicht sind Kulturdenkmale ohne Koordinaten mit einem roten bzw. orangen Marker dargestellt und können durch Verschieben auf die richtige Position in der Karte mit Koordinaten versehen werden. Kulturdenkmale ohne Bild sind an einem blauen bzw. roten Marker erkennbar.
- Datierung: Baubeginn, Fertigstellung, Datum der Erstnennung oder grobe zeitliche Einordnung entsprechend des Eintrags in der zuständigen Denkmaldatenbank (Landesamt für Denkmalpflege Baden-Württemberg).
- Beschreibung: Kurzcharakteristik des Kulturdenkmals.

## Bau-, Kunst- und Kulturdenkmale im Stadtbezirk Lauda-Königshofen

### Beckstein
Bau-, Kunst- und Kulturdenkmale in Beckstein:
| Bild           | Bezeichnung                    | Lage                                                     | Datierung   | Beschreibung | ID |
| -------------- | ------------------------------ | -------------------------------------------------------- | ----------- | --- | -- |
| Weitere Bilder | St. Kilian                     | St.-Kilian-Straße 1 (Karte)                              | 1914–1919   | Kath. Pfarrkirche St. Kilian. Neugotischer Saalbau mit Eingangsturm und polygonalem Chor, bez. 1914/1919. Innen Epitaph von 1558 (1575?) für Martin Hundt. |    |
|                | Fachwerkhaus                   | Laudaer Straße 1 (Karte)                                 |             | |    |
|                | Alte Weinpresse                | Weinstraße 24 (Karte)                                    |             | |    |
| Weitere Bilder | Friedhof                       | Hofackerweg 6 (Karte)                                    | 19. Jh.     | Ummauerter Friedhof mit Kreuzwegstationen in Sandsteinreliefs. Neugotische Oktogonalkapelle mit Pietà. Ende 19. Jahrhundert. Mehrere sehenswerten Grabsteine und Kleindenkmale. |    |
| Weitere Bilder | Friedhofskapelle               | Hofackerweg 6 (Karte)                                    | 19. Jh.     | Friedhofskapelle. Neugotische Oktogonalkapelle mit Pietà. Erfasst als Teil der Gesamteinheit „Friedhof“. |    |
|                | Bildstock                      | Am Seeb-Weg, Gewann Nonnenweinberg (Karte)               | 18./19. Jh. | Kleindenkmal Nr. 01 (Beckstein): Barocke Bildstocktafel mit Pieta-Darstellung; Inschrift nicht mehr zu entziffern. Renoviert durch Fam. Alfons Braun 1976 und 1998. |    |
|                | Bildstock                      | Am Seeb-Weg, Gewann Nonnenberg (Karte)                   | 1716        | Kleindenkmal Nr. 02 (Beckstein): Barocker Bildstock mit dem Walldürner Blutbild auf der Tafel. |    |
|                | Bildstock                      | Bei Einmündung Laudaer Straße in Weinstraße (Karte)      | 1616        | Kleindenkmal Nr. 03 (Beckstein): Spätgotischer Sandsteinbildstock mit Kreuzigungsszene und Abschlusskreuz auf gelben Sandsteinsockel mit (unleserlicher) Inschrift. Inschrift; VEITECK (Hinweis auf Stifter Veit Eck). | BW |
|                | Bildstock                      | Laudaer Straße, Gewann Emmestal (Karte)                  | 1836        | Kleindenkmal Nr. 04 (Beckstein): Bildstock im Empire-Stil mit Marienkrönung und Dreifaltigkeit; auf der Rundsäule St.-Nikolaus-Relief als Hinweis auf den Stifter Nikolaus Mohr. Auch: Bildstock „Emmelesbild“. |    |
|                | Bildstock                      | Königshöfer Weg, Gewann Kirbig (Karte)                   | 20. Jh.     | Kleindenkmal Nr. 05 (Beckstein): Bildstock „Grotte“. Anfang 20. Jahrhundert. Teils gemauerte und betonierte Schutzgrotte mit einer älteren Pieta aus Sandstein, die ursprünglich vor einem abgebrannten Haus im Ortsetter stand. |    |
|                | Bildstock                      | Königshöfer Weg, Gewann Gemelein (Karte)                 | 1866        | Kleindenkmal Nr. 06 (Beckstein). Bildstock im Gemmelin. Neugotischer Bildstock mit Marienkrönung durch die Dreifaltigkeit. Errichtet von Johann Hahn und Ehefrau Margaretha, renoviert durch Familie A. Hahn. |    |
|                | Bildstock                      | Gewann Mittlere Klinge (Karte)                           | 1870        | Kleindenkmal Nr. 07 (Beckstein): Neugotischer Bildstock mit Darstellung der Heilige Familie; im Sockel Inschrift mit Hinweis auf den Stifter Karl Eck. Erinnert an ein Unglück. | BW |
|                | Bildstocktafel                 | Königshöfer Weg 3 (Karte)                                | 18. Jh.     | Kleindenkmal Nr. 08 (Beckstein): Barocke Bildstocktafel mit Marienkrönung an Hauswand. |    |
|                | Wegkreuz                       | Gewann Kleeb, bei Ortseingang (Karte)                    | 1860        | Kleindenkmal Nr. 09 (Beckstein): Altes Wegkreuz, zuletzt renoviert 1984 mit neuem Korpus, der von den Partin-Brüdern gestiftet wurde. Die Inschrift auf dem alten Sockel ist nur noch teilweise lesbar. |    |
|                | Kreuzigungsskulptur            | Gewann Kleeb, an der Weinstraße, bei Ortseingang (Karte) | 20. Jh.     | Kleindenkmal Nr. 10 (Beckstein): Moderne Skulptur des Gekreuzigten an einer Stützwand. Zweite Hälfte des 20. Jahrhunderts. |    |
|                | Nepomukfigur                   | Einmündung Planken (Karte)                               | 1753        | Kleindenkmal Nr. 11 (Beckstein): Nepomuk-Figur aus Kalkstein auf einem graugrünen Sockel. Inschriften auf dem Sockel: 17 K.E. 53, weist auf Stifter Kilian Eck hin. Inschrift auf Stele: Renoviert durch J. Gallus Strebel 1859. |    |
|                | Statue                         | Planken, Stützmauer der Kirche St. Kilian (Karte)        | 1897        | Kleindenkmal Nr. 12 (Beckstein): Statue Schutzengel mit Kind in einer Nische an der Kirchenstützmauer. Erinnert an einen Unglücksfall. |    |
|                | Marienstatue                   | Geisbergstraße 10 (Karte)                                | 1829        | Kleindenkmal Nr. 13 (Beckstein): Barocke Statue der Muttergottes mit Kind, Zepter und Krone, zu Füßen die Erdkugel und Schlange; strukturierte Rundsäule. Sandsteinsockel mit Inschrift zum Stifter Josef Braun. |    |
|                | Bildstock                      | Gewann Am Leschen, Gewann Geißberg (Karte)               | 1819        | Kleindenkmal Nr. 14 (Beckstein): Reichlich ausgeschmückte Bildstocktafel mit Kreuzigungsmotiv; auf Säule Relief des Ortspatrons St. Kilian und Inschrift zum Stifter Georg Petter Schmitt. |    |
|                | Holzkreuz                      | Viehtrieb (Karte)                                        | ca. 1875    | Kleindenkmal Nr. 15 (Beckstein): Schlichtes Holzkreuz ohne Corpus. Gewann Viehtrieb, Zitterrain, ca. 500 m oberhalb des Friedhofs. | BW |
| Weitere Bilder | Pieta                          | Hofackerweg 6, in der Friedhofskapelle (Karte)           | 19. Jh.     | Kleindenkmal Nr. 16 (Beckstein): Gips-Pieta auf Sandsteinaltarsockel in der neugotischen Oktogonalkapelle (Grabstätte des Stifters Prof. Karl Theodor Rückert). Erfasst als Teil der Gesamteinheit „Friedhof“. Ende 19. Jahrhundert. |    |
| Weitere Bilder | Holzfigur                      | Hofackerweg 6, an der Friedhofskapelle (Karte)           | 19. Jh.     | Kleindenkmal Nr. 17 (Beckstein): St.-Georgs-Figur (Drachentöter) als Holzfigur über dem Eingangsportal der Friedhofskapelle. Ende 19. Jahrhundert. Erfasst als Teil der Gesamteinheit „Friedhof“. |    |
| Weitere Bilder | Kriegerdenkmal                 | Hofackerweg 6, Friedhof Beckstein (Karte)                | 1930er/1950 | Kleindenkmal Nr. 18 (Beckstein): Kriegerdenkmal. Das zentrale Denkmal stammt aus Mitte der 30er Jahre und erinnert an die Gefallen und Vermissten des 1. Weltkriegs. Im Jahre 1950 wurde es um zwei Tafeln für die Gefallenen und Vermissten des 2. Weltkriegs ergänzt. In das Denkmal ist eine Sterbeszene eingefügt. Darüber sind ein Stahlhelm, Bajonett sowie Lorbeeräste herausgearbeitet. Eine Namenstafel ist auch eingefügt, zwei weitere Tafeln sind daneben angebracht. |    |
| Weitere Bilder | Kreuzweg in der Friedhofsmauer | Hofackerweg 6, Friedhofsmauer (Karte)                    | 19. Jh.     | Kleindenkmal Nr. 19 (01 bis 14) (Beckstein): In der Friedhofsmauer integrierte Bildstocktafeln mit Abschlusskreuz und Sandsteinreliefs der 14 Kreuzwegstationen. |    |
| Weitere Bilder | 1. Kreuzwegstation             | Hofackerweg 6, Friedhofsmauer                            | 19. Jh.     | Kleindenkmal Nr. 19 (01/14) (Beckstein): 1. Kreuzwegstation des vierzehn Stationen umfassenden Kreuzwegs in der Friedhofsmauer. Material: Sandstein. |    |
| Weitere Bilder | 2. Kreuzwegstation             | Hofackerweg 6, Friedhofsmauer                            | 19. Jh.     | Kleindenkmal Nr. 19 (02/14) (Beckstein): 2. Kreuzwegstation des vierzehn Stationen umfassenden Kreuzwegs in der Friedhofsmauer. Material: Sandstein. |    |
| Weitere Bilder | 3. Kreuzwegstation             | Hofackerweg 6, Friedhofsmauer                            | 19. Jh.     | Kleindenkmal Nr. 19 (03/14) (Beckstein): 3. Kreuzwegstation des vierzehn Stationen umfassenden Kreuzwegs in der Friedhofsmauer. Material: Sandstein. |    |
| Weitere Bilder | 4. Kreuzwegstation             | Hofackerweg 6, Friedhofsmauer                            | 19. Jh.     | Kleindenkmal Nr. 19 (04/14) (Beckstein): 4. Kreuzwegstation des vierzehn Stationen umfassenden Kreuzwegs in der Friedhofsmauer. Material: Sandstein. |    |
| Weitere Bilder | 5. Kreuzwegstation             | Hofackerweg 6, Friedhofsmauer                            | 19. Jh.     | Kleindenkmal Nr. 19 (05/14) (Beckstein): 5. Kreuzwegstation des vierzehn Stationen umfassenden Kreuzwegs in der Friedhofsmauer. Material: Sandstein. |    |
| Weitere Bilder | 6. Kreuzwegstation             | Hofackerweg 6, Friedhofsmauer                            | 19. Jh.     | Kleindenkmal Nr. 19 (06/14) (Beckstein): 6. Kreuzwegstation des vierzehn Stationen umfassenden Kreuzwegs in der Friedhofsmauer. Material: Sandstein. |    |
| Weitere Bilder | 7. Kreuzwegstation             | Hofackerweg 6, Friedhofsmauer                            | 19. Jh.     | Kleindenkmal Nr. 19 (07/14) (Beckstein): 7. Kreuzwegstation des vierzehn Stationen umfassenden Kreuzwegs in der Friedhofsmauer. Material: Sandstein. |    |
| Weitere Bilder | 8. Kreuzwegstation             | Hofackerweg 6, Friedhofsmauer                            | 19. Jh.     | Kleindenkmal Nr. 19 (08/14) (Beckstein): 8. Kreuzwegstation des vierzehn Stationen umfassenden Kreuzwegs in der Friedhofsmauer. Material: Sandstein. |    |
| Weitere Bilder | 9. Kreuzwegstation             | Hofackerweg 6, Friedhofsmauer                            | 19. Jh.     | Kleindenkmal Nr. 19 (09/14) (Beckstein): 9. Kreuzwegstation des vierzehn Stationen umfassenden Kreuzwegs in der Friedhofsmauer. Material: Sandstein. |    |
| Weitere Bilder | 10. Kreuzwegstation            | Hofackerweg 6, Friedhofsmauer                            | 19. Jh.     | Kleindenkmal Nr. 19 (10/14) (Beckstein): 10. Kreuzwegstation des vierzehn Stationen umfassenden Kreuzwegs in der Friedhofsmauer. Material: Sandstein. |    |
| Weitere Bilder | 11. Kreuzwegstation            | Hofackerweg 6, Friedhofsmauer                            | 19. Jh.     | Kleindenkmal Nr. 19 (11/14) (Beckstein): 11. Kreuzwegstation des vierzehn Stationen umfassenden Kreuzwegs in der Friedhofsmauer. Material: Sandstein. |    |
| Weitere Bilder | 12. Kreuzwegstation            | Hofackerweg 6, Friedhofsmauer                            | 19. Jh.     | Kleindenkmal Nr. 19 (12/14) (Beckstein): 12. Kreuzwegstation des vierzehn Stationen umfassenden Kreuzwegs in der Friedhofsmauer. Material: Sandstein. |    |
| Weitere Bilder | 13. Kreuzwegstation            | Hofackerweg 6, Friedhofsmauer                            | 19. Jh.     | Kleindenkmal Nr. 19 (13/14) (Beckstein): 13. Kreuzwegstation des vierzehn Stationen umfassenden Kreuzwegs in der Friedhofsmauer. Material: Sandstein. |    |
| Weitere Bilder | 14. Kreuzwegstation            | Hofackerweg 6, Friedhofsmauer                            | 19. Jh.     | Kleindenkmal Nr. 19 (14/14) (Beckstein): 14. Kreuzwegstation des vierzehn Stationen umfassenden Kreuzwegs in der Friedhofsmauer. Material: Sandstein. |    |
|                | Steinkreuz                     | Viehtrieb (Karte)                                        | 1998        | Kleindenkmal Nr. 20 (Beckstein): Neuzeitliches Steinkreuz ohne Corpus auf Grünanlage bei Holzlagerplatz Viehtrieb. |    |

### Deubach
Bau-, Kunst- und Kulturdenkmale in Deubach (mit dem Dorf Deubach und dem Hof Sailtheim):
| Bild           | Bezeichnung    | Lage                           | Datierung | Beschreibung                                                                      | ID |
| -------------- | -------------- | ------------------------------ | --------- | --------------------------------------------------------------------------------- | -- |
| Weitere Bilder | St. Antonius   | Brechdarrenweg 2 (Karte)       | 1877–1879 | Kath. Kirche St. Antonius, Saalbau in Neugotik mit polygonalem Chor. 1877/79 bez. |    |
|                | Bildstock      | Brechdarrenweg 2 (bei) (Karte) |           | Bildstock                                                                         | BW |
|                | Wegkreuz       | Deutschordensstraße 22 (Karte) |           | Wegkreuz                                                                          | BW |
|                | Wegkreuz       | Totenweg (Karte)               |           | Wegkreuz                                                                          | BW |
|                | Bildstock      | (Karte)                        |           | Bildstock                                                                         | BW |
|                | Kriegerdenkmal |                                |           | Kriegerdenkmal Erster Weltkrieg.                                                  |    |
|                | Kriegerdenkmal |                                |           | Kriegerdenkmal Zweiter Weltkrieg.                                                 |    |
|                | Mariengrotte   |                                |           | Mariengrotte                                                                      |    |

### Gerlachsheim
Bau-, Kunst- und Kulturdenkmale in Gerlachsheim:
| Bild           | Bezeichnung                                        | Lage                         | Datierung    | Beschreibung | ID |
| -------------- | -------------------------------------------------- | ---------------------------- | ------------ | --- | -- |
|                | Barockbrücke                                       | Brückenstraße (Karte)        | 1730–1740    | Grünbachbrücke; eine Barockbrücke, welche zwischen 1730 und 1740 erbaut wurde. Die Brücke unterführt die Grünbach |    |
|                | St. Burkhard                                       | Brückenstraße (Karte)        | 1730–1740    | Der heilige St. Burkhard auf der Brücke |    |
|                | St. Kilian                                         | Brückenstraße (Karte)        | 1730–1740    | Der heilige St. Kilian auf der Brücke |    |
|                | St. Michael                                        | Brückenstraße (Karte)        | 1730–1740    | Der heilige St. Michael auf der Brücke |    |
|                | St. Nepomuk                                        | Brückenstraße (Karte)        | 1730–1740    | Der heilige St. Nepomuk auf der Brücke |    |
|                | Friedhof                                           | Friedhofstraße               |              | Friedhof Gerlachsheim, umrandet mit einer Friedhofsmauer in der sich auch ein vierzehn Stationen umfassender Kreuzweg befindet. Im Inneren befinden sich einige sehenswerte, historische Grabsteine und sonstige Kleindenkmale. |    |
|                | Kriegerdenkmal                                     |                              |              | Kriegerdenkmal Erster Weltkrieg. An der Seite der Aussegnungshalle sind drei Steintafeln mit den Namen der Gefallenen des 1. Weltkriegs angebracht. |    |
|                | Steinfigur                                         |                              |              | Kriegerdenkmal Zweiter Weltkrieg. Figur eines sterbenden Soldaten vom alten Denkmal in der Kirche. |    |
|                | Kreuzweg                                           | Friedhofstraße               |              | Die 14 Stationen des Gerlachsheimer Kreuzwegs befinden sich in der Friedhofsmauer. |    |
| Weitere Bilder | 1. Kreuzwegstation                                 | Friedhofstraße               |              | 1. Kreuzwegstation des vierzehn Stationen umfassenden Kreuzwegs in der Friedhofsmauer. |    |
| Weitere Bilder | 2. Kreuzwegstation                                 | Friedhofstraße               |              | 2. Kreuzwegstation des vierzehn Stationen umfassenden Kreuzwegs in der Friedhofsmauer. |    |
| Weitere Bilder | 3. Kreuzwegstation                                 | Friedhofstraße               |              | 3. Kreuzwegstation des vierzehn Stationen umfassenden Kreuzwegs in der Friedhofsmauer. |    |
| Weitere Bilder | 4. Kreuzwegstation                                 | Friedhofstraße               |              | 4. Kreuzwegstation des vierzehn Stationen umfassenden Kreuzwegs in der Friedhofsmauer. |    |
| Weitere Bilder | 5. Kreuzwegstation                                 | Friedhofstraße               |              | 5. Kreuzwegstation des vierzehn Stationen umfassenden Kreuzwegs in der Friedhofsmauer. |    |
| Weitere Bilder | 6. Kreuzwegstation                                 | Friedhofstraße               |              | 6. Kreuzwegstation des vierzehn Stationen umfassenden Kreuzwegs in der Friedhofsmauer. |    |
| Weitere Bilder | 7. Kreuzwegstation                                 | Friedhofstraße               |              | 7. Kreuzwegstation des vierzehn Stationen umfassenden Kreuzwegs in der Friedhofsmauer. |    |
| Weitere Bilder | 8. Kreuzwegstation                                 | Friedhofstraße               |              | 8. Kreuzwegstation des vierzehn Stationen umfassenden Kreuzwegs in der Friedhofsmauer. |    |
| Weitere Bilder | 9. Kreuzwegstation                                 | Friedhofstraße               |              | 9. Kreuzwegstation des vierzehn Stationen umfassenden Kreuzwegs in der Friedhofsmauer. |    |
| Weitere Bilder | 10. Kreuzwegstation                                | Friedhofstraße               |              | 10. Kreuzwegstation des vierzehn Stationen umfassenden Kreuzwegs in der Friedhofsmauer. |    |
| Weitere Bilder | 11. Kreuzwegstation                                | Friedhofstraße               |              | 11. Kreuzwegstation des vierzehn Stationen umfassenden Kreuzwegs in der Friedhofsmauer. |    |
| Weitere Bilder | 12. Kreuzwegstation                                | Friedhofstraße               |              | 12. Kreuzwegstation des vierzehn Stationen umfassenden Kreuzwegs in der Friedhofsmauer. |    |
| Weitere Bilder | 13. Kreuzwegstation                                | Friedhofstraße               |              | 13. Kreuzwegstation des vierzehn Stationen umfassenden Kreuzwegs in der Friedhofsmauer. |    |
| Weitere Bilder | 14. Kreuzwegstation                                | Friedhofstraße               |              | 14. Kreuzwegstation des vierzehn Stationen umfassenden Kreuzwegs in der Friedhofsmauer. |    |
|                | Bildstock                                          | Herrenberg (Karte)           |              | Bildstock |    |
|                | Bildstock                                          | Herrenberg (Karte)           |              | Bildstock |    |
|                | Bildstock                                          | Herrenberg (Karte)           |              | Bildstock |    |
|                | Bildstock                                          | Herrenberg (Karte)           |              | „Ich bin der Weinstock“ |    |
|                | Alte Kelter                                        | Herrenberg (Karte)           |              | Alte Kelter |    |
|                | Bildstock                                          | Herrenbergstraße 3 (Karte)   |              | Bildstock |    |
|                | Teehaus                                            | Klostergarten (Karte)        |              | Teehaus im Klostergarten |    |
|                | Dorfmühle                                          | Mühlgasse 12 (Karte)         | 1420         | Dorfmühle, erbaut 1420, restauriert 1821 |    |
|                | Barocker Bildstock Mater Dolorosa                  | St.-Veit-Straße (Karte)      |              | Barocker Bildstock Mater Dolorosa, stellt Christus am Kreuz mit Pieta dar und wurde 1741 von Johann Peter Buchler gestiftet |    |
|                | Kaiserdenkmal                                      | Turmberg (Karte)             |              | Kaiserdenkmal |    |
|                | Ehemaliges Wohnhaus des fürstlichen Domänenleiters | Würzburger Straße 24 (Karte) | 1806         | Ehemaliges Wohnhaus des fürstlichen Domänenleiters, erbaut 1806, später Sitz des Amtsgerichts Gerlachsheim (ab dessen Gründung 1857 bis zu seiner Aufhebung 1872). |    |
|                | Rathaus                                            | Würzburger Straße 51         | 1850         | Ehemaliges Rathaus. Massivbau mit abgewalmtem Mansarddach; schlichte Gliederung. Schmuckportal mit Giebel. Mitte 19. Jahrhundert (um 1850). |    |
|                | Bildstock                                          | Würzburger Straße 62 (Karte) |              | Bildstock |    |
|                | Winzerhaus Buchler                                 | Würzburger Straße 67 (Karte) | 1706         | Winzerhaus Buchler, Barockgebäude aus dem Jahr 1706 |    |
|                | Kloster Gerlachsheim                               | Würzburger Straße 79 (Karte) | 1228/18. Jh. | Ehemaliges Kloster Gerlachsheim, 1228 erstmals urkundlich erwähnt, ehemaliges Frauen- und späteres Männerkloster des Prämonstratenserordens. Dreiflügelanlage mit reichen Schmuckportalen, 18. Jahrhundert. Der anliegende Park wurde früher als Klostergarten genutzt. Im Garten gewölbte Steinbrücke und chinesischer Pavillon, um 1800. (Sachgesamtheit). Später genutzt als Bezirksamt Gerlachsheim, Taubstummenanstalt, Durchgangslager (nach dem Zweiten Weltkrieg), Alters- und Pflegeheim. |    |
|                | Heiligkreuzkirche                                  | Würzburger Straße 81 (Karte) | 1723–1730    | Kath. Barockkirche Hl. Kreuz, 1723–1730 erbaut. Barocke Doppelturmanlage. Vorgewölbte Fassade mit reichem Skulpturenschmuck. Sie ist vereinfacht dem Petersdom nachgebaut. Die Kirche gilt als eines der bedeutendsten Kunstdenkmale des badischen Frankenlandes. |    |
|                | Rokoko-Freigruppe der Schmerzensmutter             | Würzburger Straße 81 (Karte) | 1751         | Rokoko-Freigruppe der Schmerzensmutter, 1751 erbaut |    |
|                | Gerlachsheim Bildstock Krönung Mariens             | Würzburger Straße 83 (Karte) | 1812         | Gerlachsheim Bildstock Krönung Mariens, aus dem Jahr 1812 |    |

### Heckfeld
Bau-, Kunst- und Kulturdenkmale in Heckfeld:
| Bild           | Bezeichnung                                          | Lage                                                           | Datierung                    | Beschreibung | ID                       |
| -------------- | ---------------------------------------------------- | -------------------------------------------------------------- | ---------------------------- | --- | ------------------------ |
|                | Wohnhaus                                             | Heckfeld, Gissigheimer Straße 7 (Karte)                        | Erste Hälfte 19. Jahrhundert | Erhaltenswertes Gebäude | BW                       |
|                | Wohnhaus                                             | Heckfeld, Gissigheimer Straße 16 (Karte)                       | 18. Jahrhundert              | Erhaltenswertes Gebäude | BW                       |
|                | Wohnhaus                                             | Heckfeld, Gissigheimer Straße 20 (Karte)                       | Im Kern 18. Jahrhundert      | Erhaltenswertes Gebäude | BW                       |
|                | Wohnhaus                                             | Heckfeld, Gissigheimer Straße 24 (Karte)                       | Im Kern 18. Jahrhundert      | Erhaltenswertes Gebäude | BW                       |
|                | Rathaus                                              | Heckfeld, Gissigheimer Straße 27 (Karte)                       | 1866                         | Erhaltenswertes Gebäude | BW                       |
|                | Fachwerkhaus                                         | Heckfeld, Gissigheimer Straße 29/31 (Karte)                    | 18. Jahrhundert              | Geschützt nach § 2 DSchG | BW                       |
|                | Wohnhaus                                             | Heckfeld, Gissigheimer Straße 32 (Karte)                       | 1893                         | Erhaltenswertes Gebäude | BW                       |
| Weitere Bilder | St. Vitus                                            | Heckfeld, Gissigheimer Straße 33 (Karte)                       | 1604/1894                    | Kath. Pfarrkirche St. Vitus. Saalraum mit Querhaus und polygonalem Chor. 1604, mit Umbau 1894. Älterer Turm mit romanischer Tierplastik. Geschützt nach § 28 DSchG |                          |
| Weitere Bilder | NS-Opfer-Denkmal                                     | Gissigheimer Straße 33 (Karte)                                 |                              | NS-Opfer-Denkmal. Im Kircheninneren der St.-Vitus-Kirche befindet sich eine Gedenktafel für Anton Spies (* 21. November 1909; † 19. April 1945), Pfarrvikar und Märtyrer der Pfarrgemeinde Heckfeld, der im Konzentrationslager Dachau drei Tage vor der ersehnten Befreiung durch die Amerikaner starb. Darstellung: Wandplakette mit folgender Inschrift: ERINNERUNG UND VERMÄCHTNIS UNSERM PRIESTER (Anton Spies, Daten) WENN DAS WEIZENKORN NICHT IN DIE ERDE FÄLLT UND STIRBT, BLEIBT ES ALLEIN; WENN ES ABER STIRBT, BRINGT ES REICHE FRUCHT. Joh. 12,24. |                          |
| Weitere Bilder | Kriegerdenkmal                                       | Gissigheimer Straße 33 (Karte)                                 | 1898                         | Kriegerdenkmal 1870/71 Geschützt nach § 2 DSchG | Wikidata-Objekt anzeigen |
|                | Kriegerdenkmal                                       | Gissigheimer Straße 33                                         |                              | Kriegerdenkmal Erster und Zweiter Weltkrieg. |                          |
|                | Friedhof                                             | Heckfeld, Gissigheimer Straße 33 (Karte)                       |                              | Erhaltenswertes Gebäude | BW                       |
|                | Friedhofskreuz                                       | Gissigheimer Straße 33 (Karte)                                 |                              | Friedhofskreuz | BW                       |
|                | Mariengrotte                                         | Gissigheimer Straße 33                                         |                              | Mariengrotte |                          |
|                | Wohnhaus                                             | Heckfeld, Kaiserstraße 23 (Karte)                              | Im Kern 18. Jahrhundert      | Erhaltenswertes Gebäude | BW                       |
|                | Doppelwohnhaus                                       | Heckfeld, Kaiserstraße 30/32 (Karte)                           | Um 1900                      | Erhaltenswertes Gebäude | BW                       |
|                | Wohnhaus                                             | Heckfeld, Kaiserstraße 37 (Karte)                              | 1617                         | Geschützt nach § 2 DSchG | BW                       |
|                | Wohnhaus                                             | Heckfeld, Kaiserstraße 43 (Karte)                              | 1906                         | Erhaltenswertes Gebäude | BW                       |
|                | Wohnhaus                                             | Heckfeld, Lückenweg 2 (Karte)                                  | 1856                         | Erhaltenswertes Gebäude | BW                       |
|                | Bildstock                                            | Heckfeld, Schüpfer Straße bei 8 (Karte)                        | 1875                         | Geschützt nach § 2 DSchG | BW                       |
|                | Brunnen mit Trog (Buntsandstein)                     | Heckfeld, Schüpfer Straße / Kaiserstraße (Karte)               | 1888                         | Geschützt nach § 28 DSchG | BW                       |
|                | Bildstock mit Christus auf der Rast                  | Heckfeld, Schüpfer Straße / Kaiserstraße (Karte)               | 19. Jahrhundert              | Geschützt nach § 2 DSchG | BW                       |
|                | Fußweg zwischen Kaiserstraße und Gissigheimer Straße | Heckfeld, Fußweg zwischen Kaiserstraße und Gissigheimer Straße |                              | Erhaltenswerter Weg. Hier verlief ursprünglich der Bachlauf des Muckbaches durch den Ort |                          |
|                | Wasserhochbehälter                                   | Schüpfer Straße                                                | 1913                         | Hochbehälter, Quaderbau mt neoklassizistischer Gliederung, 1913 bez. |                          |
|                | Bildstock                                            |                                                                |                              | |                          |
|                | Bildstock                                            |                                                                |                              | |                          |
|                | Bildstock                                            |                                                                |                              | |                          |

### Königshofen
Bau-, Kunst- und Kulturdenkmale in Königshofen (mit dem Ort Königshofen und den Häusern Elektrizitätswerk Neumühle und Roter Rain):
| Bild           | Bezeichnung                           | Lage                   | Datierung   | Beschreibung | ID |
| -------------- | ------------------------------------- | ---------------------- | ----------- | --- | -- |
|                | Antoniuskapelle                       | Antoniusstraße 11      | 1872        | Antoniuskapelle. Neugotischer Bau von 1872. |    |
|                | Kriegerdenkmal                        | Eisenbahnstraße        | 1870–1871   | Kriegerdenkmal, errichtet 1870–1871 |    |
|                | Wohnhaus                              | Eisenbahnstraße 16     | 19. Jh.     | Wohnhaus. Massivbau mit reicher Gliederung. Portal mit Windfang. 2. Hälfte 19. Jahrhundert. |    |
| Weitere Bilder | Käppele                               | Frauenberg (Karte)     | 1898        | Das sogenannte Käppele, am Fuße des Frauenbergs, etwas oberhalb der K 2832 gelegen. Neugotische Kapelle, 1898 bez. |    |
|                | Gasthof zur Gans                      | Hauptstraße 61         | 18.–19. Jh. | Gasthof zur Gans. Ortsbildprägender Putzbau mit Krüppelwalmdach. Über dem Eingang Gansrelief. 18./19. Jahrhundert. |    |
|                | Schulhaus                             | Kirchstraße 13         | 1822        | Altes Schulhaus. Putzbau mit Krüppelwalmdach. Portal mit Windfang und geschnitztem Türblatt. 1822 bez. |    |
|                | Zehnthaus                             | Kirchstraße 17         | 1615–1644   | Zehntgoten. Massiver Turm mit Fachwerkaufbau. Eingemauerte Wappensteine. 1615 vom Mainzischen Zehntmeister Simrock als Teil der Kirchenburg errichteter Wehrbau, Torbogen im Erdgeschoss bez. 1644. (Seit 1973 als Vereinsheim ausgebaut).                                                                         |    |
|                | St. Mauritius                         | Kirchstraße 19 (Karte) | 1836        | Kath. Pfarrkirche St. Mauritius. Klassizistischer Saalbau von 1836 mit in den Untergeschossen romanischem Eingangsturm. |    |
|                | Putzbau                               | Oberer Grabenweg 7     | 19. Jh.     | Kindergarten. Neubarocker Putzbau mit Walmdach; Mittelrisalit mit Schweifgiebel. Ende 19. Jahrhundert. |    |
|                | Kapelle                               | Sailtheimer Straße     | 1900        | Kapelle um 1900. |    |
|                | Steinbogen                            | Tumbergstrasse         | 1614        | Steinbogen, errichtet 1614 |    |
|                | Scherer Haus                          | Untere Mauerstrasse    | 1709        | Scherer Haus, erbaut 1709, ehemalige Töpferei |    |
|                | Steinkreuz                            |                        |             | Steinkreuz |    |
|                | Steintafel mit lateinischer Inschrift |                        | 1596        | Steintafel mit lateinischer Inschrift, errichtet 1596 |    |
|                | Kriegerdenkmal                        |                        |             | Kriegerdenkmal Erster Weltkrieg. Die dankbare Gemeinde Ihren im Weltkriege 1914 – 1918 gefallenen, gestorbenen und vermissten Söhnen. |    |
|                | Gedenktafel                           |                        |             | Gedenktafel Zweiter Weltkrieg. 1939-1945. Unseren Gefallenen Helden. Sie werden Sein Angesicht schauen und Seinen Namen auf ihren Stirnen tragen. |    |
|                | Gedenktafel Zivilopfer                |                        |             | Gedenktafel Zivilopfer. Tafel Zivilopfer: Zur steten Erinnerung an den Schreckenstag am Osterfest 01. April 1945 an dem unser Heimatstädtchen Königshofen durch Kriegseinwirkung, wie einst am Pfingstsamstag 04.06.1525 im Bauernkrieg, zu zwei Drittel zerstört wurde. Zwölf Ortseinwohner fanden dabei den Tod. |    |
|                | Gedenktafel vor Ort gefallene         |                        |             | Gedenktafel Zweiter Weltkrieg. Tafel vor Ort Gefallene: 1945 Hier gefallen bei den Osterkämpfen 1945 harren der Auferstehung. Unbekannt bestattet wurden die Träger der Erkennungsmarken. |    |
|                | Gedenktafel vor der Kirche            |                        |             | Gedenktafel vor der Kirche |    |
|                | Kriegsgräberstätte                    |                        |             | Kriegsgräberstätte |    |
|                | Denkmal                               | Waldrand               |             | Denkmal am Waldrand. Kriegsgräberstätte. |    |
|                | Mariengrotte                          |                        |             | Mariengrotte |    |

### Lauda
Bau-, Kunst- und Kulturdenkmale in Lauda:

#### A
| Bild | Bezeichnung              | Lage             | Datierung | Beschreibung                                      | ID |
| ---- | ------------------------ | ---------------- | --------- | ------------------------------------------------- | -- |
|      | Historische Tauberbrücke | Am Wörth (Karte) |           | Historische Tauberbrücke mit Bildstöcken.         |    |
|      | Bildstock                | Am Wörth (Karte) |           | Erster von zwei Bildstöcken auf der Tauberbrücke  | BW |
|      | Bildstock                | Am Wörth (Karte) |           | Zweiter von zwei Bildstöcken auf der Tauberbrücke | BW |

#### B
| Bild           | Bezeichnung              | Lage                     | Datierung                    | Beschreibung | ID |
| -------------- | ------------------------ | ------------------------ | ---------------------------- | --- | -- |
| Weitere Bilder | Fachwerkhaus             | Bachgasse 8              | 1677                         | Fachwerkhaus, von 1677 |    |
| Weitere Bilder | Fachwerkhaus             | Bachgasse 10             |                              | Fachwerkhaus |    |
| Weitere Bilder | Marienkirche             | Bahnhofstraße 16 (Karte) | 1613/1617                    | Die Marienkirche, auch Kirche Unserer Lieben Frauen oder Liebfrauenkirche. Barockisierte spätgotische Friedhofskirche mit Prunkportal, 1613/17. |    |
|                | Friedhof                 | Bahnhofstraße 16         | 1542 / 1613 / 1617 / um 1730 | Alter Stadtfriedhof bei der Marienkirche (älterer Teil), umrandet mit einer Friedhofsmauer mit rundbogigem Doppeleingang, 1542, (§ 28), vierzehn Stationen umfassender Kreuzweg aus der Zeit um 1730. Im Friedhof befinden sich einige sehenswerte, historische Grabsteine und sonstige Kleindenkmale (§ 2, A/2004) (Sachgesamtheit).                      |    |
|                | Kriegerdenkmal           | Bahnhofstraße 16 (Karte) |                              | Kriegerdenkmal. Auf dem alten Friedhof bei der Marienkirche steht an einer der Umfassungsmauern das Kriegerdenkmal. In der Mitte eine quadratische Steinsäule mit eingefügter Namenstafel. Oben ein betender Soldat. Rechts und links angefügt eine weitere Namensplatte, sowie eine Inschriftenplatte. Jeweils mit einem herausgearbeiteten Lorbeerkranz. |    |
|                | Kriegsgräber             | Bahnhofstraße 16         |                              | Kriegsgräber des 1. und 2. Weltkriegs auf dem alten Friedhof. |    |
| Weitere Bilder | Kreuzweg                 | Bahnhofstraße 16         | um 1730                      | Vierzehn Stationen umfassender Kreuzweg in der Friedhofsmauer des alten Stadtfriedhofs rund um die Marienkirche. |    |
| Weitere Bilder | 1. Kreuzwegstation       | Bahnhofstraße 12         | um 1730                      | 1. Kreuzwegstation des vierzehn Stationen umfassenden Kreuzwegs in der Friedhofsmauer. |    |
| Weitere Bilder | 2. Kreuzwegstation       | Bahnhofstraße 12         | um 1730                      | 2. Kreuzwegstation des vierzehn Stationen umfassenden Kreuzwegs in der Friedhofsmauer. |    |
| Weitere Bilder | 3. Kreuzwegstation       | Bahnhofstraße 12         | um 1730                      | 3. Kreuzwegstation des vierzehn Stationen umfassenden Kreuzwegs in der Friedhofsmauer. |    |
| Weitere Bilder | 4. Kreuzwegstation       | Bahnhofstraße 12         | um 1730                      | 4. Kreuzwegstation des vierzehn Stationen umfassenden Kreuzwegs in der Friedhofsmauer. |    |
| Weitere Bilder | 5. Kreuzwegstation       | Bahnhofstraße 12         | um 1730                      | 5. Kreuzwegstation des vierzehn Stationen umfassenden Kreuzwegs in der Friedhofsmauer. |    |
| Weitere Bilder | 6. Kreuzwegstation       | Bahnhofstraße 12         | um 1730                      | 6. Kreuzwegstation des vierzehn Stationen umfassenden Kreuzwegs in der Friedhofsmauer. |    |
| Weitere Bilder | 7. Kreuzwegstation       | Bahnhofstraße 12         | um 1730                      | 7. Kreuzwegstation des vierzehn Stationen umfassenden Kreuzwegs in der Friedhofsmauer. |    |
| Weitere Bilder | 8. Kreuzwegstation       | Bahnhofstraße 12         | um 1730                      | 8. Kreuzwegstation des vierzehn Stationen umfassenden Kreuzwegs in der Friedhofsmauer. |    |
| Weitere Bilder | 9. Kreuzwegstation       | Bahnhofstraße 12         | um 1730                      | 9. Kreuzwegstation des vierzehn Stationen umfassenden Kreuzwegs in der Friedhofsmauer. |    |
| Weitere Bilder | 10. Kreuzwegstation      | Bahnhofstraße 12         | um 1730                      | 10. Kreuzwegstation des vierzehn Stationen umfassenden Kreuzwegs in der Friedhofsmauer. |    |
| Weitere Bilder | 11. Kreuzwegstation      | Bahnhofstraße 12         | um 1730                      | 11. Kreuzwegstation des vierzehn Stationen umfassenden Kreuzwegs in der Friedhofsmauer. |    |
| Weitere Bilder | 12. Kreuzwegstation      | Bahnhofstraße 12         | um 1730                      | 12. Kreuzwegstation des vierzehn Stationen umfassenden Kreuzwegs in der Friedhofsmauer. |    |
| Weitere Bilder | 13. Kreuzwegstation      | Bahnhofstraße 12         | um 1730                      | 13. Kreuzwegstation des vierzehn Stationen umfassenden Kreuzwegs in der Friedhofsmauer. |    |
| Weitere Bilder | 14. Kreuzwegstation      | Bahnhofstraße 12         | um 1730                      | 14. Kreuzwegstation des vierzehn Stationen umfassenden Kreuzwegs in der Friedhofsmauer. |    |
|                | Bildstock                | Bahnhofstraße 16         |                              | Bildstock |    |
|                | Bildstock                | Bahnhofstraße 16         |                              | Bildstock am alten Stadtfriedhof |    |
| Weitere Bilder | Bahnhof (Sachgesamtheit) | Bahnhofstraße 17         | um 1910                      | Bahnhofstraße 17 (Flst.Nr. 388/1): Ehem. Dienstwohngebäude, 2 bis 3 geschossiger Pavillonbau mit Walmdach und reicher Gliederung, Jugendstil, um 1910 (§ 2). |    |
| Weitere Bilder | Bahnhof (Sachgesamtheit) | Bahnhofstraße 21         | um 1900                      | Bahnhofstraße 21: Kiosk, eingeschossiger klassizistischer Bau unter Walmdach, um 1900. |    |
| Weitere Bilder | Bahnhof (Sachgesamtheit) | Bahnhofstraße 23         | 1871                         | Bahnhofstraße 23 (Flst.Nr. 388/1): Bahnhofempfangsgebäude, 1 bis 2 ½ geschossiger klassizistischer Pavillonbau mit mittlerer Wartehalle, reiche Gliederung, bez. 1871 (§ 2). |    |
| Weitere Bilder | Bahnhof (Sachgesamtheit) | Bahnhofstraße 27         | nach 1870                    | Bahnhofstraße 27: Ehem. Wagenwerkstatt mit Dienstwohnhaus; 1 bis 2 ½ geschossiger klassizistischer Pavillonbau, nach 1870 (§ 2). |    |
| Weitere Bilder | Bahnhof (Sachgesamtheit) | Bahnhofstraße 29         | nach 1870 / um 1900          | Bahnhofstraße 29 (und 31): Ehem. Wagenwerkstatt mit Dienstwohnhaus, 1 bis 2 ½ geschossiger klassizistischer Pavillonbau, nach 1870 / um 1900 (§ 2). |    |
| Weitere Bilder | Bahnhof (Sachgesamtheit) | Bahnhofstraße 31         | nach 1870 / um 1900          | Bahnhofstraße 31 (und 29): Ehem. Wagenwerkstatt mit Dienstwohnhaus, 1 bis 2 ½ geschossiger klassizistischer Pavillonbau, nach 1870 / um 1900 (§ 2). |    |
|                | Fachwerk                 | Becksteiner Straße       |                              | Fachwerk, an der Becksteiner Straße, gegenüber dem Oberen Tor |    |
|                | Steinbildnis             | Becksteiner Straße       |                              | Steinbildnis, an der Becksteiner Straße, gegenüber dem Oberen Tor |    |
|                | Steinbildnis             | Becksteiner Straße       |                              | Steinbildnis, an der Becksteiner Straße, gegenüber dem Oberen Tor |    |
|                | Steinsäule               | Becksteiner Straße       |                              | Steinsäule, an der Becksteiner Straße, gegenüber dem Oberen Tor |    |

#### G
| Bild | Bezeichnung                       | Lage        | Datierung | Beschreibung | ID |
| ---- | --------------------------------- | ----------- | --------- | --- | -- |
|      | Stadtbefestigung (Sachgesamtheit) | Gäßleinsweg |           | Gäßleinsweg: parallelverlaufender Stadtmauerrest entlang des ehem. Wallgrabens (§ 28). Teil der Sachgesamtheit Stadtbefestigung, Stadtmauer/-reste (z. T. parallelverlaufend) der mittelalterlichen Stadtbefestigung mit Toren und Türmen. |    |

#### K
| Bild | Bezeichnung                       | Lage                    | Datierung | Beschreibung | ID |
| ---- | --------------------------------- | ----------------------- | --------- | --- | -- |
|      | Kapelle zum heiligen Grab         | Kapellenstraße 3        | 1683      | Kapelle zum heiligen Grab (auch Blutskapelle oder Heiligblutkapelle genannt). Schlichter Saalbau. 1683 erneuert.                                                                                  |    |
|      | Inschrift                         | Kapellenstraße          |           | Steinerne Inschrift |    |
|      | Stadtbefestigung (Sachgesamtheit) | Kapellenstraße 10 (bei) |           | Kapellenstraße 10: in Scheune Stadtmauerrest. Teil der Sachgesamtheit Stadtbefestigung, Stadtmauer/-reste (z. T. parallelverlaufend) der mittelalterlichen Stadtbefestigung mit Toren und Türmen. |    |

#### L
| Bild | Bezeichnung | Lage           | Datierung | Beschreibung                                                                            | ID |
| ---- | ----------- | -------------- | --------- | --------------------------------------------------------------------------------------- | -- |
|      | Krankenhaus | Luisenstraße 2 | 1893      | Ehem. Krankenhaus. Massivbau mit Mittelrisalit und seitlichen Zwerchhäusern, bez. 1893. |    |

#### M
| Bild | Bezeichnung    | Lage                 | Datierung | Beschreibung                                                       | ID |
| ---- | -------------- | -------------------- | --------- | ------------------------------------------------------------------ | -- |
|      | Fachwerkhäuser | Marienstraße (Karte) |           | Fachwerkhäuser am Rand der kleinsten Fußgängerzone Süddeutschlands |    |
|      | Brunnen        | Marktplatz 1 (Karte) |           | Philipp-Adam-Ulrich-Brunnen                                        |    |
|      | Steinkreuz     | Marktplatz 1 (Karte) |           | Sogenanntes Freischlagkreuz                                        |    |

#### O
| Bild           | Bezeichnung                       | Lage                          | Datierung | Beschreibung | ID |
| -------------- | --------------------------------- | ----------------------------- | --------- | --- | -- |
|                | Kriegsopferdenkmal                | Oberes Flürlein, Bergfriedhof |           | Denkmal für alle Kriegsopfer auf dem neuen Friedhof (Kreuze über einer nackten Figur). |    |
|                | Stadtbefestigung (Sachgesamtheit) | Obere Torgasse 3              |           | Obere Torgasse 3: Wohnhaus sitzt auf der Stadtmauer (die parallel zur Oberlaudaer Straße verläuft). Teil der Sachgesamtheit Stadtbefestigung, Stadtmauer/-reste (z. T. parallelverlaufend) der mittelalterlichen Stadtbefestigung mit Toren und Türmen. |    |
|                | Mauerdurchbruch                   | Obere Torgasse                |           | Oberes Tor, Mauerdurchbruch |    |
| Weitere Bilder | Fachwerkhaus                      | Obere Torgasse 7              |           | Fachwerkhaus |    |
|                | Stadtbefestigung (Sachgesamtheit) | Obere Torgasse 7              |           | Teil der Sachgesamtheit Stadtbefestigung, Stadtmauer/-reste (z. T. parallelverlaufend) der mittelalterlichen Stadtbefestigung mit Toren und Türmen. |    |
| Weitere Bilder | Fachwerkhaus                      | Obere Torgasse 8              |           | Fachwerkhaus |    |
| Weitere Bilder | Fachwerkhaus                      | Obere Torgasse 11             |           | Fachwerkhaus |    |
|                | Stadtbefestigung (Sachgesamtheit) | Oberlaudaer Straße            |           | Oberlaudaer Straße: parallelverlaufender Stadtmauerrest entlang des ehem. Wallgrabens (§ 28). Teil der Sachgesamtheit Stadtbefestigung, Stadtmauer/-reste (z. T. parallelverlaufend) der mittelalterlichen Stadtbefestigung mit Toren und Türmen.       |    |

#### P
| Bild           | Bezeichnung                       | Lage                               | Datierung | Beschreibung | ID |
| -------------- | --------------------------------- | ---------------------------------- | --------- | --- | -- |
| Weitere Bilder | Fachwerkhaus                      | Pfarrstraße 1                      |           | Fachwerkhaus |    |
| Weitere Bilder | Fachwerkhaus                      | Pfarrstraße 3                      |           | Fachwerkhaus |    |
| Weitere Bilder | Fachwerkhaus                      | Pfarrstraße 7                      |           | Fachwerkhaus |    |
| Weitere Bilder | Gebäude                           | Pfarrstraße 8                      |           | Gebäude |    |
|                | Scheune                           | Pfarrstraße 8 (hinter)             | 17. Jh.   | Scheune und Pfarrkeller. Massiver Winkelhakenbau mit Ecknutung. Rundbogige Einfahrt mit Wappenkartusche, 17. Jahrhundert. |    |
| Weitere Bilder | Steinernes Tor                    | Pfarrstraße 10                     |           | Steinernes Tor |    |
| Weitere Bilder | Fachwerkhaus                      | Pfarrstraße 11                     |           | Fachwerkhaus |    |
| Weitere Bilder | Fachwerkhaus                      | Pfarrstraße 13                     |           | Fachwerkhaus |    |
| Weitere Bilder | St. Jakobus                       | Pfarrstraße 15                     | 1322–1333 | Kath. Pfarrkirche St. Jakob. Flachgedeckte Basilika, 1694 neu errichtet auf spätgotischen Umfassungsmauern, mit spätgotischem eingezogenem polygonalem Chor. Rokokoausstattung. Südportal 1610/20. Außen Ölberg. Von 1322 bis 1333 unter dem Würzburger Fürstbischof Wolfram von Grumbach im gotischen Stil erstmals errichtet. |    |
|                | Lourdesgrotte                     | Pfarrstraße 15 (bei)               | 19. Jh.   | Lourdesgrotte, 19. Jahrhundert. |    |
|                | Stadtbefestigung (Sachgesamtheit) | Pfarrstraße 17 (Karte)             |           | Pfarrstraße 17: Pulverturm mit Stadtmauerrest (§ 28). Teil der Sachgesamtheit Stadtbefestigung, Stadtmauer/-reste (z. T. parallelverlaufend) der mittelalterlichen Stadtbefestigung mit Toren und Türmen. |    |
|                | Statue                            | Pfarrstraße 18                     |           | Kiliansstatue |    |
|                | Eisenbahndenkmal                  | Philipp-Adam-Ulrich-Straße (Karte) |           | Eisenbahndenkmal |    |
| Weitere Bilder | Schule                            | Philipp-Adam-Ulrich-Straße 2       | 1912      | Schule. Ehemalige Volksschule, heute Gemeinschaftsschule Lauda-Königshofen. Putzbau mit abgewalmten Mansarddach in Ecklage, Dachreiter, Mittelzwerchhaus. Portal mit Vordach und Reliefdekor. 1912 bez. |    |
|                | Evangelische Kirche               | Philipp-Adam-Ulrich-Straße 17      | 1906–1907 | Ev. Pfarrkirche. Neuromanischer Bau von 1906/07. |    |
|                | Kriegerdenkmal                    | Philipp-Adam-Ulrich-Straße 17      |           | Kriegerdenkmal Zweiter Weltkrieg. Gedenktafeln für Gefallene des 2. Weltkriegs in der evangelischen Kirche. |    |

#### R
| Bild | Bezeichnung                       | Lage                             | Datierung   | Beschreibung | ID |
| ---- | --------------------------------- | -------------------------------- | ----------- | --- | -- |
|      | Brunnen                           | Rathausstraße (Karte)            |             | Narrenbrunnen |    |
|      | Stadtbefestigung (Sachgesamtheit) | Rathausstraße/Obere Torgasse     |             | Rathausstraße: Oberes Tor (§ 28), spätmittelalterliches Stadttor mit Fachwerkaufsatz. 1496 bezeichnet. Teil der Sachgesamtheit Stadtbefestigung, Stadtmauer/-reste (z. T. parallelverlaufend) der mittelalterlichen Stadtbefestigung mit Toren und Türmen. |    |
|      | Wohnhaus                          | Rathausstraße 21                 | 20. Jh.     | Wohnhaus. Putzbau mit abgewalmtem Mansarddach. Tür und Fenster im Erdgeschoss mit eisernen Schmuckgittern. Anfang 20. Jahrhundert. |    |
|      | Rathaus                           | Rathausstraße 21 (neben) (Karte) | 1728        | Altes Rathaus. Massivbau mit abgewalmtem Mansarddach, genuteten Ecklisenen und geohrten Tür- und Fensterrahmen. Seitlich rundbogige Einfahrt, 1728 bez. |    |
|      | Steinsäule                        | Rathausstraße 21 (Karte)         |             | Mariensäule mit der Mutter Gottes |    |
|      | Historisches Haus                 | Rathausstraße 23 (Karte)         |             | Historisches Haus, beherbergte die ehemalige Sparkasse |    |
|      | Ulrich-Haus mit Heimatmuseum      | Rathausstraße 25 (Karte)         | 1551/1592   | Ulrich-Haus mit Heimatmuseum. Zierfachwerkbau mit Renaissanceportal. 1551 und 1592 bezeichnet. Das Heimatmuseum wurde 1965 in einem 1551 erbauten Weinbauernhaus eingerichtet, dem Geburtshaus des Rechtshistorikers Philipp Adam Ulrich (1692-1748), der den Kartoffel- und Kleeanbau im Hochstift Würzburg förderte und sich um die Zucht von Seidenraupen bemühte. Das Museum verdankt seine Entstehung und seine Bestände der Initiative und Sammeltätigkeit des Laudaer Stadtarchivars Karl Schreck. Inzwischen wurde die Ausstellung um mehrere Räume erweitert. Das Erdgeschoss beherbergt eine für die Gegend typische Weinbauernwohnung mit Bauernküche, Wohnstube, Schlafkammer und Kelterraum. In den beiden Obergeschoss erinnern Zunft- und Handwerkerstuben sowie ein bürgerliches Schlafzimmer an die Vergangenheit Laudas als Oberamtsstadt im Hochstift Würzburg. Ferner gibt es eine Narrenstube, die dem fränkischem Fastnachtsbrauchtum gewidmet ist, und Heimatstuben der Sudeten- und Karpatendeutschen. Ein weiterer Raum erinnert an den Pfarrer Johann Martin Schleyer (1831-1912), der um 1880 die damals erfolgreiche Plansprache Volapük schuf. |    |
|      | Pavillon                          | Rebgutstraße 1                   | 18.–19. Jh. | Gartenmauer mit Fachwerkeckpavillon mit Zeltdach. 18./19. Jahrhundert. In der Mauer eingelassene Reliefsteine: Engel mit Monstranz, 18./19. Jahrhundert und Kreuztragung, 18. Jahrhundert. |    |

#### T
| Bild           | Bezeichnung              | Lage                            | Datierung | Beschreibung | ID |
| -------------- | ------------------------ | ------------------------------- | --------- | --- | -- |
|                | Eisenbahnbrücke Lauda    | Tauber, Taubertalradweg (Karte) | 1866      | Eisenbahnbrücke Lauda. Die Brücke wurde 1866 mit der Eröffnung der badischen Odenwaldbahn zwischen Osterburken, Lauda und Würzburg in Betrieb genommen. | BW |
| Weitere Bilder | Bahnhof (Sachgesamtheit) | Tauberstraße 16                 | um 1870   | Tauberstraße 16: Ehem. Lokwerkstatt I, nachmals Magazin, Muschelkalk- und Sandsteinquaderbau, um 1870.                                                  |    |
|                | Denkmal                  | Taubertalradweg                 |           | Denkmal für den Fliegerangriff von 1944, am Taubertalradweg von Lauda nach Distelhausen, kurz nach der Firma Lauda Dr. Wobbser am rechten Wegesrand     |    |

#### W
| Bild | Bezeichnung | Lage         | Datierung | Beschreibung | ID |
| ---- | ----------- | ------------ | --------- | ------------ | -- |
|      | Bildstock   | Weinbergsweg |           | Bildstock    |    |

#### Z
| Bild           | Bezeichnung                       | Lage              | Datierung | Beschreibung | ID |
| -------------- | --------------------------------- | ----------------- | --------- | --- | -- |
|                | Stadtbefestigung (Sachgesamtheit) | Zehntgasse        |           | Zehntgasse, Flst.Nr. 42: an Scheune Stadtmauerrest. Teil der Sachgesamtheit Stadtbefestigung, Stadtmauer/-reste (z. T. parallelverlaufend) der mittelalterlichen Stadtbefestigung mit Toren und Türmen. |    |
| Weitere Bilder | Bahnhof (Sachgesamtheit)          | Zufahrtsstraße 1  | nach 1870 | Ehem. Güterhalle, 1 ½ geschossiger Rotsandsteinquaderbau mit Schwebegiebeln, nach 1870. |    |
| Weitere Bilder | Bahnhof (Sachgesamtheit)          | Zufahrtsstraße 8  | nach 1870 | Betriebswerk, eingeschossiger Rotsandsteinquaderbau mit zweigeschossigem Mittelrisalit mit Schwebegiebel, nach 1870.                                                                                    |    |
| Weitere Bilder | Bahnhof (Sachgesamtheit)          | Zufahrtsstraße 9  | nach 1879 | Ehem. Badehaus, eingeschossiger Muschelkalkbau mit Rotsandsteingliederungen mit Schwebegiebeln, nach 1879.                                                                                              |    |
| Weitere Bilder | Bahnhof (Sachgesamtheit)          | Zufahrtsstraße 12 | nach 1870 | Ehem. Elektrizitätswerk, 1- 2 geschossiger Rotsandsteinquaderbau, nach 1870. |    |
| Weitere Bilder | Bahnhof (Sachgesamtheit)          | Zufahrtsstraße 13 | nach 1870 | Zufahrtsstraße 13: Ehem. Lokwerkstatt, eingeschossiger Rotsandsteinquaderbau, nach 1870. |    |

### Marbach
Bau-, Kunst- und Kulturdenkmale in Marbach:
| Bild           | Bezeichnung    | Lage                       | Datierung | Beschreibung                                                               | ID |
| -------------- | -------------- | -------------------------- | --------- | -------------------------------------------------------------------------- | -- |
| Weitere Bilder | St. Josef      | St.-Josef-Straße 4 (Karte) | 1782      | Kath. Kirche St. Josef. Spätbarocke Saalkirche mit Dachreiter, 1782 bez.   |    |
|                | Kriegerdenkmal | St.-Josef-Straße 4         |           | Kriegerdenkmal Erster und Zweiter Weltkrieg. An der Außenseite der Kirche. |    |
|                | Friedhof       |                            |           |                                                                            |    |
|                | Mariengrotte   |                            |           | Mariengrotte                                                               |    |

### Messelhausen
Bau-, Kunst- und Kulturdenkmale in Messelhausen (mit dem Dorf Messelhausen und den Weilern Hofstetten und Hof Marstadt):
| Bild           | Bezeichnung          | Lage                                 | Datierung   | Beschreibung | ID |
| -------------- | -------------------- | ------------------------------------ | ----------- | --- | -- |
|                | Zehntscheune         | Freiherr-von-Zobel-Straße 9          | 17. Jh.     | Ehem. Zehntscheune. Massivbau mit Fachwerkaufsatz. Rundbogenportale. Doppelwappenstein, wohl 17. Jahrhundert. |    |
| Weitere Bilder | Schloss Messelhausen | Freiherr-von-Zobel-Straße 39 (Karte) | 16.–19. Jh. | Ehem. Schlossanlage an Stelle eines Wasserschlosses, von der Vorgängeranlage erhalten der sog. Gefängnisturm, 16./17. Jh.; Schloss (§ 28) mit Nebenhaus, drei Ökonomiegebäuden, Orangerie, erbaut 1740/44; Mansarddach des Schlosses 1829/32 zum Satteldach umgebaut; Gartenanlage 1830/32 neu angelegt; Einfriedungsmauer und Brunnen im Schlosshof, um 1850; Anwesen seit M. 20. Jh. Pius-Keller-Haus des Augustinerklosters Würzburg (Sachgesamtheit §2). |    |
|                | Marienkapelle        | Hofstetten 2                         | 1857        | Marienkapelle mit polygonalem Chor und Dachreiter. Gliederungen neugotisch, aus rotem Sandstein. 1857 bez. |    |
|                | Kreuzigungsgruppe    | St.-Burkhard-Straße 7                | 1737        | Kreuzigungsgruppe, 1737. |    |
| Weitere Bilder | St. Burkard          | St.-Burkhard-Straße 8 (Karte)        | 1595/1717   | Kath. Kirche St. Burckhardt (§ 28), 1595, mit Veränderungen von 1717, mit Kirchhofmauer und einigen Grabsteinen (Sachgesamtheit §2). |    |
|                | Kriegerdenkmal       |                                      |             | Kriegerdenkmal / Ehrenfriedhof. |    |

### Oberbalbach
Bau-, Kunst- und Kulturdenkmale in Oberbalbach:
| Bild           | Bezeichnung                  | Lage                                                    | Datierung | Beschreibung | ID |
| -------------- | ---------------------------- | ------------------------------------------------------- | --------- | --- | -- |
| Weitere Bilder | St. Georg                    | Balbachtalstraße 30 (Karte)                             | 1738      | Kath. Kirche St. Georg. Barocker Saalbau von 1738 mit älterer Ausstattung. 1888 renoviert. |    |
|                | Bildstock                    | Ortsverbindungsweg (Oberbalbach – Messelhausen) (Karte) |           | Kleindenkmal Nr. 01 (Oberbalbach): Bildstock am Ortsverbindungsweg von Oberbalbach nach Messelhausen. Abbildung von Maria und Josef an der Krippe. Inschrift nicht vollständig erkennbar. |    |
|                | Bildstock                    | Ortsverbindungsweg (Oberbalbach – Messelhausen) (Karte) |           | Kleindenkmal Nr. 02 (Oberbalbach): Bildstock am Ortsverbindungsweg von Oberbalbach nach Messelhausen. Betender Jesu. Inschrift nicht erkennbar. |    |
|                | Bildstock                    | Ortsverbindungsweg (Oberbalbach – Messelhausen) (Karte) |           | Kleindenkmal Nr. 03 (Oberbalbach): Bildstock am Ortsverbindungsweg von Oberbalbach nach Messelhausen. Oberer Teil abgebrochen. |    |
|                | Bildstock                    | K 2847 (Oberbalbach – Oesfeld) (Karte)                  |           | Kleindenkmal Nr. 04 (Oberbalbach): Bildstock an der K 2847 nach Oesfeld. Darstellung der 14 Nothelfer und das Jesukind. Inschrift: Ihr vierzehn heiligen Nothelfer bittet für uns, Großer Helfer in der Not. |    |
|                | Bildstock                    | K 2847 (Oberbalbach – Oesfeld) (Karte)                  |           | Kleindenkmal Nr. 05 (Oberbalbach): Bildstock an der K 2847 nach Oesfeld. Abbildung von Maria, Josef und Jesus (Heilige Familie). Inschrift: Sei uns Vorbild, Schutz und Zier Heilige Familie hier. |    |
|                | Holzkreuz                    | K 2847 (Oberbalbach – Oesfeld) (Karte)                  | 1925      | Kleindenkmal Nr. 06 (Oberbalbach): Holzkreuz an der K 2847 nach Oesfeld. Missionskreuz, erstellt im März 1925 (Familie Ludwig Krückel). Erneuert im März 2005 (Familie Georg Walch). Sühnekreuz. Einfaches Holzkreuz (Missionskreuz). Inschrift: Rette deine Seele.                                                            |    |
|                | Steinkreuz                   | Mühlberg (Karte)                                        |           | Kleindenkmal Nr. 07 (Oberbalbach): Steinkreuz. Darstellung: Einfacher Altar (früher Altar der Georgskirche). Fünf Kreuze oben eingemeißelt. An der Gemarkungsgrenze Oberbalbach-Deubach. | BW |
|                | Bildstock                    | Rosenbergstraße 8 (Karte)                               |           | Kleindenkmal Nr. 08 (Oberbalbach): Bildstock. Darstellung: Figur des gekreuzigten Jesus mit Überdachung. Inschrift: INRI. |    |
|                | Bildstock                    | Kapellenäcker links (Karte)                             |           | Kleindenkmal Nr. 09 (Oberbalbach): Bildstock. Einfaches Kleindenkmal (ohne Bild oder Kreuz). Inschrift nicht erkennbar. | BW |
|                | Bildstock                    | Katzenbrunnen (Karte)                                   |           | Kleindenkmal Nr. 10 (Oberbalbach): Bildstock. Darstellung: Marienkrönung. Maria, der von Jesus und Gott eine Krone gegeben wird; Friedenstaube. Inschrift: Heiligste erhöre und erlöse uns. |    |
|                | Bildstock                    | Hüttenberg (Karte)                                      |           | Kleindenkmal Nr. 11 (Oberbalbach): Bildstock. Darstellung: Jesus am Kreuz; Maria und andere Frauen. Inschrift: Steh uns bei in aller Not, besonders in der Sterbesnot. | BW |
|                | Bildstock                    | Mergentheimer Berg links (Karte)                        |           | Kleindenkmal Nr. 12 (Oberbalbach): Bildstock. Darstellung: Gekreuzigter Jesus (mit Überdachung). | BW |
|                | Kapelle                      | Rainholzweg 6 (Karte)                                   |           | Kleindenkmal Nr. 13 a (Oberbalbach): Kapelle am Rainholzweg mit Bildstock. Abbildung von Maria, Josef, Jesus; darüber Jesus mit Kreuz; Friedenstaube; Gott; Säule: Vertreibung von Adam und Eva aus dem Paradies. Inschrift: Die Unerschaffene und erschaffenen [nicht erkennbar] Zur Ehr Gottes hat dieses [nicht erkennbar]. |    |
|                | Bildstock                    | Rainholzweg 6 (Karte)                                   | 1769      | Kleindenkmal Nr. 13 b (Oberbalbach): Bildstock mit Hl. Familie in der Kapelle. 1769 bez. |    |
| Weitere Bilder | Bildstock                    | K 2847 (Oberbalbach – Unterbalbach) (Karte)             |           | Kleindenkmal Nr. 14 (Oberbalbach): Marienbildstock an der K 2847 von Oberbalbach nach Unterbalbach. Herzmarienstatue. Inschrift: o süßes Herz Maria sei unsere Rettung. |    |
|                | Bildstock                    | Georgsmühle (Karte)                                     |           | Kleindenkmal Nr. 15 (Oberbalbach): Bildstock. Darstellung: Jesus bricht unter dem Kreuz zusammen. Inschrift: Caspar Warmuth u Magaretha, haben diesen Bildstock machen lassen zu Ehren des bitteren Leiden Christi. |    |
|                | Steinkreuz                   | Vogelsang 11 (Karte)                                    |           | Kleindenkmal Nr. 16 (Oberbalbach): Steinkreuz. Darstellung: Steinkreuz in Hauswand. Legende: Zwei Hirten sollen sich an dieser Stelle gestritten haben. Der eine erschlug den anderen. |    |
|                | Bildstock                    | Eichholzweg 10 (Karte)                                  |           | Kleindenkmal Nr. 17 (Oberbalbach): Bildstock. Darstellung: Metallkreuz auf Sandsteinstele. Ohne Inschrift. |    |
|                | Bildstock                    | St.-Georg-Straße (Karte)                                |           | Kleindenkmal Nr. 18 (Oberbalbach): Bildstock. Darstellung: Mensch, Jesus und toter Mann (Evangelium LK 7,11-17); dahinter Schild des Augustinuswegs. Inschrift: Junger Mann ich sage dir: Steh auf und lebe! (LK 7,14). | BW |
|                | Bildstock                    | Balbachstraße 14 (Karte)                                |           | Kleindenkmal Nr. 19 (Oberbalbach): Bildstock. Maria mit Jesu. Inschrift: IHS. |    |
|                | Bildstock                    | Balbachstraße 9 (Karte)                                 |           | Kleindenkmal Nr. 20 (Oberbalbach): Bildstock. Darstellung Maria mit Jesus. Inschrift: O Mutter von der immerwährenden Hilfe, bitte für uns. |    |
|                | Steinkreuz                   | Im Friedhof (Karte)                                     |           | Kleindenkmal Nr. 21 (Oberbalbach): Steinkreuz. Darstellung: Gekreuzigter Jesus. Inschrift: Ach bitte auch Streitende bei Jesu und den Triumphierenden für uns arme leidende Seelen im Fegfeuer. |    |
|                | Bildstock                    | Sonnensteige / Messelhäuser Straße                      |           | Kleindenkmal Nr. 22 (Oberbalbach): Bildstock. Darstellung: Maria mit dem Leichnam Jesu. Inschrift nicht erkennbar. Kreuzung Sonnensteige / Messelhäuser Straße. |    |
|                | Marienschrein                | Messelhäuser Straße 12                                  |           | Kleindenkmal Nr. 23 (Oberbalbach): Marienschrein an Hausfassade. Darstellung: Betende Mariastatue in einer Nische in der Hauswand. |    |
|                | Bildstock                    | Balbachstraße 33a (Kindergarten) (Karte)                |           | Kleindenkmal Nr. 24 (Oberbalbach): Bildstock. Darstellung: Betender Jesus auf dem Ölberg. Inschrift: Doch nicht mein, sondern Dein Wille (Lk 22,42). |    |
|                | Marienschrein                | Balbachstraße 41 (Karte)                                |           | Kleindenkmal Nr. 25 (Oberbalbach): Marienschrein an Hausfassade. Darstellung: Maria mit Jesuskind. | BW |
|                | Steinkreuz                   | Balbachstraße 43 (Karte)                                |           | Kleindenkmal Nr. 26 (Oberbalbach): Steinkreuz. Darstellung: gekreuzigter Jesus (mit Überdachung). Inschrift: Im Kreuz ist unser Heil. |    |
|                | Kriegerdenkmal               | St.-Georgs-Kirche (Karte)                               |           | Kleindenkmal Nr. 27 (Oberbalbach): Kriegerdenkmal. Toten-Gedenkmal. Vor St.-Georgs-Kirche. Darstellung: Im Vordergrund der betende Jesus auf dem Ölberg, Engel; Im Hintergrund Soldatengruppen. Inschrift: Die Gemeinde ihren tapferen Söhnen (Namen der Kriegsgefallenen des Ersten und Zweiten Weltkrieges).                 |    |
|                | Bildstock                    | St.-Georgs-Kirche (Karte)                               |           | Kleindenkmal Nr. 28 (Oberbalbach): Bildstock. In St.-Georgs-Kirche. Darstellung: Maria betet mit ausgebreiteten Händen. |    |
|                | Brunnen mit Statue           | Balbachtalstraße-Messelhäuser Straße (Karte)            |           | Kleindenkmal Nr. 29 (Oberbalbach): Brunnen mit St.-Georgs-Figur auf rundem Sockel. Kreuzung Balbachtalstraße-Messelhäuser Straße. |    |
|                | Marienschrein                | Messelhäuser Straße 5                                   |           | Kleindenkmal Nr. 30 (Oberbalbach): Marienschrein an Hausfassade. Darstellung: Maria mit Jesuskind auf dem Arm. |    |
|                | Bildstock                    | Vogtstraße 8 (Karte)                                    |           | Kleindenkmal Nr. 31 (Oberbalbach): Bildstock. Darstellung: Relief des heiligen Antonius an einer Hauswand. Inschrift: Heiliger Antonius, bitte für uns. | BW |
|                | Marienschrein an Hausfassade | St.-Georg-Straße 14 (Karte)                             |           | Kleindenkmal Nr. 32 (Oberbalbach): Madonna an Hausfassade. Marienfigur mit Rosenkranzkette in der Hand. | BW |
|                | Marienschrein                | Balbachstraße 55 (Karte)                                |           | Kleindenkmal (Oberbalbach): Marienschrein an Hausfassade (Landgasthof Zum Hirschen). Darstellung: Maria mit Jesuskind. |    |

### Oberlauda
Bau-, Kunst- und Kulturdenkmale in Oberlauda:
| Bild           | Bezeichnung                                                             | Lage                                                                  | Datierung                        | Beschreibung | ID |
| -------------- | ----------------------------------------------------------------------- | --------------------------------------------------------------------- | -------------------------------- | --- | -- |
|                | Wohnhaus An der Steinklinge 18                                          | Oberlauda, An der Steinklinge 18 (Karte)                              | um 1920                          | Erhaltenswertes Gebäude | BW |
|                | Wohnhaus Böttchergasse 1                                                | Oberlauda, Böttchergasse 1 (Karte)                                    | 19. Jahrhundert                  | Erhaltenswertes Gebäude | BW |
|                | Gasthof zur Linde Brunnenstraße 12                                      | Oberlauda, Brunnenstraße 12 (Karte)                                   | 1920/30                          | Geschützt nach § 2 DSchG | BW |
|                | Wohnhaus Brunnenstraße 13                                               | Oberlauda, Brunnenstraße 13 (Karte)                                   | 19. Jahrhundert                  | Erhaltenswertes Gebäude | BW |
|                | Schlösschen bzw. Unteres oder Neues Schloss Brunnenstraße 15/17         | Oberlauda, Brunnenstraße 15/17 (Karte)                                | 1538                             | Geschützt nach § 2 DSchG | BW |
|                | Wohnhaus Brunnenstraße 16                                               | Oberlauda, Brunnenstraße 16 (Karte)                                   | Ende 19. Jahrhundert             | Erhaltenswertes Gebäude | BW |
|                | Kapelle mit durchbrochen geschnitzter Tür Brunnenstraße 19              | Oberlauda, Brunnenstraße 19 (Karte)                                   | Anfang 20. Jahrhundert           | Kapelle mit durchbrochen geschnitzter Tür. Anfang 20. Jahrhundert. Geschützt nach § 2 DSchG | BW |
|                | Wappenstein des neuen Schlösschens Brunnenstraße 19 (neben der Kapelle) | Oberlauda, Brunnenstraße 19 (neben der Kapelle) (Karte)               | 1732                             | Geschützt nach § 28 DSchG | BW |
|                | Wohnhaus mit Ökonomiegebäude Brunnenstraße 21                           | Oberlauda, Brunnenstraße 21 (Karte)                                   | 1594                             | Geschützt nach § 2 DSchG | BW |
|                | Gusseiserner Pumpbrunnen mit steinernem Trog vor Brunnenstraße 21       | Oberlauda, Brunnenstraße 21 (vor dem Gebäude) (Karte)                 | 19. Jahrhundert                  | Geschützt nach § 2 DSchG |    |
|                | Wohnhaus Brunnenstraße 28                                               | Oberlauda, Brunnenstraße 28 (Karte)                                   | 18./19. Jahrhundert              | Erhaltenswertes Gebäude | BW |
|                | Fachwerkscheune Brunnenstraße 29                                        | Oberlauda, Brunnenstraße 29 (Karte)                                   | Im Kern 18. Jahrhundert          | Erhaltenswertes Gebäude | BW |
|                | Wohnhaus Brunnenstraße 33                                               | Oberlauda, Brunnenstraße 33 (Karte)                                   | 15./16. Jahrhundert              | Erhaltenswertes Gebäude | BW |
|                | Fachwerkscheune Brunnenstraße 33                                        | Oberlauda, Brunnenstraße 33 (Karte)                                   | 17. Jahrhundert                  | Geschützt nach § 2 DSchG | BW |
|                | Wohnhaus Brunnenstraße 39                                               | Oberlauda, Brunnenstraße 39 (Karte)                                   | Im Kern 18./19. Jahrhundert      | Erhaltenswertes Gebäude | BW |
|                | Wohnhaus Brunnenstraße 40                                               | Oberlauda, Brunnenstraße 40 (Karte)                                   | 17./18. Jahrhundert              | Erhaltenswertes Gebäude | BW |
|                | Wohnhaus mit Scheune Brunnenstraße 41                                   | Oberlauda, Brunnenstraße 41 (Karte)                                   | 17./18. Jahrhundert              | Geschützt nach § 2 DSchG | BW |
| Weitere Bilder | St. Martin                                                              | Oberlauda, Brunnenstraße 43 (Karte)                                   | 1790                             | Kath. Pfarrkirche St. Martin. Spätbarocker- frühklassizistischer Bau mit Eingangsturm. 1790. Geschützt nach § 28 DSchG |    |
|                | Bildstock mit Gekreuzigtem neben der Kirche                             | Oberlauda, Brunnenstraße 43 (neben der Kirche) (Karte)                | 1584                             | Geschützt nach § 28 DSchG | BW |
|                | Doppel-Wohnhaus Brunnenstraße 45                                        | Oberlauda, Brunnenstraße 45 (Karte)                                   | 19. Jahrhundert                  | Erhaltenswertes Gebäude | BW |
|                | Wohnhaus Brunnenstraße 50                                               | Oberlauda, Brunnenstraße 50 (Karte)                                   | Im Kern 17./18.                  | Erhaltenswertes Gebäude | BW |
|                | Wohnhaus Brunnenstraße 58                                               | Oberlauda, Brunnenstraße 58 (Karte)                                   | Im Kern 18. Jahrhundert          | Erhaltenswertes Gebäude | BW |
|                | Friedhof                                                                | Oberlauda, Brunnenstraße (Karte)                                      | 18. Jahrhundert                  | Friedhof Oberlauda, umrandet mit einer Friedhofsmauer in der sich auch ein vierzehn Stationen umfassender Kreuzweg befindet. Im Inneren befinden sich einige sehenswerte, historische Grabsteine und sonstige Kleindenkmale. Geschützt nach § 2 DSchG | BW |
| Weitere Bilder | Kreuzweg                                                                | Oberlauda, Brunnenstraße                                              |                                  | Die 14 Stationen des Kreuzwegs befinden sich in der Friedhofsmauer des Friedhofs Oberlauda. Es handelt sich um einen von zwei verschiedenen Freilandkreuzwegen in Oberlauda. |    |
| Weitere Bilder | 1. Kreuzwegstation                                                      | Oberlauda, Brunnenstraße                                              |                                  | 1. Kreuzwegstation des vierzehn Stationen umfassenden Kreuzwegs in der Friedhofsmauer. |    |
| Weitere Bilder | 2. Kreuzwegstation                                                      | Oberlauda, Brunnenstraße                                              |                                  | 2. Kreuzwegstation des vierzehn Stationen umfassenden Kreuzwegs in der Friedhofsmauer. |    |
| Weitere Bilder | 3. Kreuzwegstation                                                      | Oberlauda, Brunnenstraße                                              |                                  | 3. Kreuzwegstation des vierzehn Stationen umfassenden Kreuzwegs in der Friedhofsmauer. |    |
| Weitere Bilder | 4. Kreuzwegstation                                                      | Oberlauda, Brunnenstraße                                              |                                  | 4. Kreuzwegstation des vierzehn Stationen umfassenden Kreuzwegs in der Friedhofsmauer. |    |
| Weitere Bilder | 5. Kreuzwegstation                                                      | Oberlauda, Brunnenstraße                                              |                                  | 5. Kreuzwegstation des vierzehn Stationen umfassenden Kreuzwegs in der Friedhofsmauer. |    |
| Weitere Bilder | 6. Kreuzwegstation                                                      | Oberlauda, Brunnenstraße                                              |                                  | 6. Kreuzwegstation des vierzehn Stationen umfassenden Kreuzwegs in der Friedhofsmauer. |    |
| Weitere Bilder | 7. Kreuzwegstation                                                      | Oberlauda, Brunnenstraße                                              |                                  | 7. Kreuzwegstation des vierzehn Stationen umfassenden Kreuzwegs in der Friedhofsmauer. |    |
| Weitere Bilder | 8. Kreuzwegstation                                                      | Oberlauda, Brunnenstraße                                              |                                  | 8. Kreuzwegstation des vierzehn Stationen umfassenden Kreuzwegs in der Friedhofsmauer. |    |
| Weitere Bilder | 9. Kreuzwegstation                                                      | Oberlauda, Brunnenstraße                                              |                                  | 9. Kreuzwegstation des vierzehn Stationen umfassenden Kreuzwegs in der Friedhofsmauer. |    |
| Weitere Bilder | 10. Kreuzwegstation                                                     | Oberlauda, Brunnenstraße                                              |                                  | 10. Kreuzwegstation des vierzehn Stationen umfassenden Kreuzwegs in der Friedhofsmauer. |    |
| Weitere Bilder | 11. Kreuzwegstation                                                     | Oberlauda, Brunnenstraße                                              |                                  | 11. Kreuzwegstation des vierzehn Stationen umfassenden Kreuzwegs in der Friedhofsmauer. |    |
| Weitere Bilder | 12. Kreuzwegstation                                                     | Oberlauda, Brunnenstraße                                              |                                  | 12. Kreuzwegstation des vierzehn Stationen umfassenden Kreuzwegs in der Friedhofsmauer. |    |
| Weitere Bilder | 13. Kreuzwegstation                                                     | Oberlauda, Brunnenstraße                                              |                                  | 13. Kreuzwegstation des vierzehn Stationen umfassenden Kreuzwegs in der Friedhofsmauer. |    |
| Weitere Bilder | 14. Kreuzwegstation                                                     | Oberlauda, Brunnenstraße                                              |                                  | 14. Kreuzwegstation des vierzehn Stationen umfassenden Kreuzwegs in der Friedhofsmauer. |    |
|                | Bildstock „Maria vom guten Rath“                                        | Oberlauda, Heckfelder Straße (Karte)                                  | 1703                             | Geschützt nach § 2 DSchG | BW |
|                | Wohnhaus Heckfelder Straße 2                                            | Oberlauda, Heckfelder Straße 2 (Karte)                                | 1925                             | Erhaltenswertes Gebäude | BW |
|                | Mühlkanal Heckfelder Straße                                             | Oberlauda, Heckfelder Straße                                          |                                  | Erhaltenswertes Gewässer |    |
|                | Wohnhaus Johann-Martin-Schleyer-Straße/Schulstraße                      | Oberlauda, Johann-Martin-Schleyer-Straße/Schulstraße (Karte)          | 19. Jahrhundert                  | Erhaltenswertes Gebäude | BW |
|                | Bildstock mit Kreuzigungsgruppe                                         | Oberlauda, Johann-Martin-Schleyer-Straße/Schulstraße (Karte)          | 16./17. Jahrhundert              | Geschützt nach § 2 DSchG | BW |
|                | Bildstock mit Walldürner Blutbild                                       | Oberlauda, Johann-Martin-Schleyer-Straße/Schulstraße (Karte)          | 18. Jahrhundert                  | Geschützt nach § 2 DSchG | BW |
|                | Wohnhaus Johann-Martin-Schleyer-Straße/Schulstraße 3                    | Oberlauda, Johann-Martin-Schleyer-Straße/Schulstraße 3 (Karte)        | 1807                             | Geschützt nach § 2 DSchG | BW |
|                | Mühlrad                                                                 | Oberlauda, Johann-Martin-Schleyer-Straße/hinter Schulstraße 3 (Karte) | wohl 19. Jahrhundert             | Mühlrad; größtes oberschlächtiges Mühlrad Süddeutschlands mit einem Durchmesser von 8,5 Metern Geschützt nach § 2 DSchG |    |
|                | Wohnhaus Kirchgasse 2                                                   | Oberlauda, Kirchgasse 2 (Karte)                                       | 1686                             | Geschützt nach § 2 DSchG | BW |
|                | Wohnhaus Kirchgasse 5                                                   | Oberlauda, Kirchgasse 5 (Karte)                                       | Im Kern wohl 17. Jahrhundert     | Erhaltenswertes Gebäude | BW |
|                | Wohnhaus Kirchgasse 8                                                   | Oberlauda, Kirchgasse 8 (Karte)                                       |                                  | Erhaltenswertes Gebäude | BW |
|                | Wohnhaus Kirchgasse 7/9                                                 | Oberlauda, Kirchgasse 7/9 (Karte)                                     | 17./18. Jahrhundert              | Erhaltenswertes Gebäude | BW |
|                | Wohnhaus Kirchgasse 11                                                  | Oberlauda, Kirchgasse 11 (Karte)                                      | 18. Jahrhundert                  | Erhaltenswertes Gebäude | BW |
|                | Hofanlage mit dazugehörigen Fachwerkscheunen Klostergasse 2             | Oberlauda, Klostergasse 2 (Karte)                                     | 17. Jahrhundert                  | Erhaltenswertes Gebäude | BW |
|                | Wohnhaus Klostergasse 4                                                 | Oberlauda, Klostergasse 4 (Karte)                                     | 18. Jahrhundert                  | Erhaltenswertes Gebäude | BW |
|                | Rathaus                                                                 | Oberlauda, Obere Raingasse 2 (Karte)                                  | 1838                             | Erhaltenswertes Gebäude | BW |
|                | Wohnhaus Obere Raingasse 3                                              | Oberlauda, Obere Raingasse 3 (Karte)                                  | 18./19. Jahrhundert              | Erhaltenswertes Gebäude | BW |
|                | Gefallenenehrenmal 1870/71 Obere Raingasse vor 3                        | Oberlauda, Obere Raingasse vor 3 (Karte)                              | 1902/04                          | Das Ehrenmal stand bis in die 1960/70er Jahre in der Brunnenstraße vor der Kirche Geschützt nach § 2 DSchG | BW |
|                | Nebengebäude eines abgerissenen Hofes Obere Raingasse 8                 | Oberlauda, Obere Raingasse 8 (Karte)                                  | 18./19. Jahrhundert              | Erhaltenswertes Gebäude | BW |
|                | Wohnhaus Obere Raingasse 14                                             | Oberlauda, Obere Raingasse 14 (Karte)                                 | 19. Jahrhundert                  | Erhaltenswertes Gebäude | BW |
|                | Wohnhaus Ritterstraße 2                                                 | Oberlauda, Ritterstraße 2 (Karte)                                     | Um 1930                          | Erhaltenswertes Gebäude | BW |
|                | Bildstock mit Marienkrönung Rosenbergweg/An der Steinklinge             | Oberlauda, Rosenbergweg/An der Steinklinge (Karte)                    | Um 1800                          | Geschützt nach § 2 DSchG | BW |
|                | Wohnhaus Schlossweg 2                                                   | Oberlauda, Schlossweg 2 (Karte)                                       | 17./18. Jahrhundert              | Erhaltenswertes Gebäude | BW |
|                | Relief am Haus Schlossweg 2                                             | Oberlauda, Schlossweg 2 (Karte)                                       |                                  | Eingemauertes mittelalterliches Relief aus Buntsandstein. Männliches Halbkörper-Standbild. Geschützt nach § 2 DSchG | BW |
|                | Zwei aneinandergebaute, traufständige Scheunen Schulstraße o.N.         | Oberlauda, Schulstraße o.N.                                           | Wohl 18. Jahrhundert             | Erhaltenswertes Gebäude |    |
|                | Wohnhäuser Schulstraße 15/17/19                                         | Oberlauda, Schulstraße 15/17/19 (Karte)                               | 19. Jahrhundert                  | Erhaltenswertes Gebäude | BW |
|                | Wohnhaus Schulstraße 23                                                 | Oberlauda, Schulstraße 23 (Karte)                                     | 1883                             | Erhaltenswertes Gebäude | BW |
|                | Bildstock mit Hl. Dreifaltigkeit Schulstraße neben 35                   | Oberlauda, Schulstraße neben 35 (Karte)                               | 18. Jahrhundert                  | Geschützt nach § 2 DSchG | BW |
|                | Schule                                                                  | Oberlauda, Schulstraße 37 (Karte)                                     | 1927                             | Erhaltenswertes Gebäude. Schulgebäude in Oberlauda |    |
|                | Wohnhaus Untere Raingasse 4                                             | Oberlauda, Untere Raingasse 4                                         | Im Kern 17. Jahrhundert          | Erhaltenswertes Gebäude |    |
|                | Wohnhaus Untere Raingasse 4                                             | Oberlauda, Untere Raingasse 4                                         | Im Kern 17. Jahrhundert          | Erhaltenswertes Gebäude |    |
|                | Wohnhaus Untere Raingasse 5                                             | Oberlauda, Untere Raingasse 5 (Karte)                                 | um 1700                          | Geschützt nach § 2 DSchG | BW |
|                | Wohnhaus Untere Raingasse 6                                             | Oberlauda, Untere Raingasse 6                                         | 18./19. Jahrhundert              | Erhaltenswertes Gebäude |    |
|                | Wohnhaus Vorstadtstraße 1                                               | Oberlauda, Vorstadtstraße 1 (Karte)                                   | um 1800                          | Geschützt nach § 2 DSchG | BW |
|                | Wappenstein am Haus Vorstadtstraße 3                                    | Oberlauda, Vorstadtstraße 3 (Karte)                                   | 1587                             | Eingemauerter Stein mit Landauer Wappen Geschützt nach § 2 DSchG | BW |
|                | Wohnhaus Vorstadtstraße 6                                               | Oberlauda, Vorstadtstraße 6 (Karte)                                   | Im Kern wohl 17./18. Jahrhundert | Erhaltenswertes Gebäude | BW |
|                | Wohnhaus Vorstadtstraße 12                                              | Oberlauda, Vorstadtstraße 12 (Karte)                                  | 19. Jahrhundert                  | Erhaltenswertes Gebäude | BW |
|                | Wetterkreuz                                                             | Oberlauda, Gemarkungsgrenze (Lauda-Königshofen – Tauberbischofsheim)  | 1714                             | Wetterkreuz, von 1714; Zum „ewigen Andenken“ an einen großen Gewitterschaden errichtet; Dessen Postament bildete den Grenzstein zu den Gemarkungen von fünf Altgemeinden (Oberlauda, Lauda, Distelhausen, Dittigheim und Dittwar), deren Ortswappen darauf abgebildet sind. Nach der Gebietsreform in Baden-Württemberg sind die angrenzenden Altgemeinden teils nurmehr Ortsteile und Dittigheim ist nicht mehr unmittelbarer Anlieger. |    |
|                | Bildstock                                                               | Oberlauda, Ortsverbindungsweg (Oberlauda–Dittwar)                     |                                  | Bildstock |    |
| Weitere Bilder | Kreuzweg                                                                | Oberlauda, Talstraße                                                  |                                  | Die 14 Stationen des Kreuzwegs zur Mariengrotte beginnen am Ende der Talstraße. Es handelt sich um einen von zwei verschiedenen Freilandkreuzwegen in Oberlauda. |    |
| Weitere Bilder | 1. Kreuzwegstation                                                      | Oberlauda, Talstraße                                                  |                                  | 1. Kreuzwegstation des vierzehn Stationen umfassenden Kreuzwegs zur Mariengrotte in Oberlauda. |    |
| Weitere Bilder | 2. Kreuzwegstation                                                      | Oberlauda, Talstraße                                                  |                                  | 2. Kreuzwegstation des vierzehn Stationen umfassenden Kreuzwegs zur Mariengrotte in Oberlauda. |    |
| Weitere Bilder | 3. Kreuzwegstation                                                      | Oberlauda, Talstraße                                                  |                                  | 3. Kreuzwegstation des vierzehn Stationen umfassenden Kreuzwegs zur Mariengrotte in Oberlauda. |    |
| Weitere Bilder | 4. Kreuzwegstation                                                      | Oberlauda, Talstraße                                                  |                                  | 4. Kreuzwegstation des vierzehn Stationen umfassenden Kreuzwegs zur Mariengrotte in Oberlauda. |    |
| Weitere Bilder | 5. Kreuzwegstation                                                      | Oberlauda, Talstraße                                                  |                                  | 5. Kreuzwegstation des vierzehn Stationen umfassenden Kreuzwegs zur Mariengrotte in Oberlauda. |    |
| Weitere Bilder | 6. Kreuzwegstation                                                      | Oberlauda, Talstraße                                                  |                                  | 6. Kreuzwegstation des vierzehn Stationen umfassenden Kreuzwegs zur Mariengrotte in Oberlauda. |    |
| Weitere Bilder | 7. Kreuzwegstation                                                      | Oberlauda, Talstraße                                                  |                                  | 7. Kreuzwegstation des vierzehn Stationen umfassenden Kreuzwegs zur Mariengrotte in Oberlauda. |    |
| Weitere Bilder | 8. Kreuzwegstation                                                      | Oberlauda, Talstraße                                                  |                                  | 8. Kreuzwegstation des vierzehn Stationen umfassenden Kreuzwegs zur Mariengrotte in Oberlauda. |    |
| Weitere Bilder | 9. Kreuzwegstation                                                      | Oberlauda, Talstraße                                                  |                                  | 9. Kreuzwegstation des vierzehn Stationen umfassenden Kreuzwegs zur Mariengrotte in Oberlauda. |    |
| Weitere Bilder | 10. Kreuzwegstation                                                     | Oberlauda, Talstraße                                                  |                                  | 10. Kreuzwegstation des vierzehn Stationen umfassenden Kreuzwegs zur Mariengrotte in Oberlauda. |    |
| Weitere Bilder | 11. Kreuzwegstation                                                     | Oberlauda, Talstraße                                                  |                                  | 11. Kreuzwegstation des vierzehn Stationen umfassenden Kreuzwegs zur Mariengrotte in Oberlauda. |    |
| Weitere Bilder | 12. Kreuzwegstation                                                     | Oberlauda, Talstraße                                                  |                                  | 12. Kreuzwegstation des vierzehn Stationen umfassenden Kreuzwegs zur Mariengrotte in Oberlauda. |    |
| Weitere Bilder | 13. Kreuzwegstation                                                     | Oberlauda, Talstraße                                                  |                                  | 13. Kreuzwegstation des vierzehn Stationen umfassenden Kreuzwegs zur Mariengrotte in Oberlauda. |    |
| Weitere Bilder | 14. Kreuzwegstation                                                     | Oberlauda, Talstraße                                                  |                                  | 14. Kreuzwegstation des vierzehn Stationen umfassenden Kreuzwegs zur Mariengrotte in Oberlauda. |    |
| Weitere Bilder | Mariengrotte                                                            | Oberlauda, Talstraße                                                  | 1905                             | Mariengrotte von 1905 am Ende eines vierzehn Stationen umfassenden Kreuzwegs, der am Ende der Talstraße beginnt. |    |
|                | Kriegerdenkmal                                                          | Oberlauda                                                             |                                  | Kriegerdenkmal 1870/71. Das Denkmal für die Kriegsteilnehmer 1870/71 steht oberhalb des Ortes: abgestufter roter Sandstein Obelisk. |    |
|                | Kriegerdenkmal                                                          | Oberlauda                                                             |                                  | Kriegerdenkmal Erster Weltkrieg. Den im Weltkriege 1914-18 für das Vaterland gefallenen Söhnen der Gemeinde Oberlauda. |    |
|                | Kriegerdenkmal                                                          | Oberlauda                                                             |                                  | Kriegerdenkmal Zweiter Weltkrieg. Stein. Den Opfern von Gewalt und Krieg 1933-1945. |    |
|                | Gedenktafel                                                             | Oberlauda, im ehemaligen Gemeindehaus                                 |                                  | Gedenktafel Erster Weltkrieg. Gedenktafel für die im Weltkrieg gefallenen Angehörigen der Gemeinde Oberlauda. 1914-1918. |    |
|                | Gedenktafel                                                             | Oberlauda, im ehemaligen Gemeindehaus                                 |                                  | Gedenktafel Zweiter Weltkrieg. 1939-1945. Gedenktafel für die Gefallenen und Vermissten. Gemeinde Oberlauda. |    |

### Sachsenflur
Bau-, Kunst- und Kulturdenkmale in Sachsenflur (mit dem Dorf Sachsenflur und dem Haus Breite Mühle):
| Bild           | Bezeichnung         | Lage                        | Datierung | Beschreibung | ID |
| -------------- | ------------------- | --------------------------- | --------- | --- | -- |
| Weitere Bilder | Schloss Sachsenflur | Sachsenstraße 10-12 (Karte) |           | Schloss Sachsenflur |    |
|                | Evangelische Kirche | Sachsenstraße 14 (Karte)    |           | Ev. Kirche. Saalbau von 1785 mit älterem Eingangsturm.                                                                                                 | BW |
|                | Rathaus             | Sachsenstraße 16 (Karte)    | 19. Jh.   | Rathaus. Massivbau mit Fensterrahmungen und reicher Portalzone mit 3 segmentbogigen Öffnungen und geschnitzten Türblättern. 2. Hälfte 19. Jahrhundert. | BW |
|                | Kriegerdenkmal      |                             |           | Kriegerdenkmal 1870/71. |    |
|                | Kriegerdenkmal      |                             |           | Kriegerdenkmal Erster und Zweiter Weltkrieg. |    |

### Unterbalbach
Bau-, Kunst- und Kulturdenkmale in Unterbalbach (mit dem Dorf Unterbalbach und den Häusern Mühle und Bahnstation Unterbalbach):
| Bild           | Bezeichnung                                                         | Lage                                                                   | Datierung              | Beschreibung | ID |
| -------------- | ------------------------------------------------------------------- | ---------------------------------------------------------------------- | ---------------------- | --- | -- |
|                | Friedhof Am Vogelsberg 4                                            | Unterbalbach, Am Vogelsberg 4 (Karte)                                  |                        | Ummauerter Friedhof (mit gemalten Kreuzwegstationen, die derzeit auf dem Bauhof ausgelagert sind), Grabtafel von 1641, Kruzifix 1818, Grabsteine von 1818 und 1833. Geschützt nach § 2 DSchG | BW |
| Weitere Bilder | Bergkapelle                                                         | Buchrainstraße 18 (Karte)                                              | 1900                   | Bergkapelle, auch ehemalige Friedhofskapelle. Quaderbau mit Eckbossierung und Dachreiter. Um 1900. Geschützt nach § 2 DSchG                                                                  |    |
| Weitere Bilder | Friedhofskapelle                                                    | Buchrainstraße 18 (Karte)                                              |                        | |    |
|                | Wohnhaus Bürgermeister-Kolb-Straße 1                                | Unterbalbach, Bürgermeister-Kolb-Straße 1 (Karte)                      | 18./19. Jahrhundert    | Erhaltenswertes Gebäude | BW |
|                | Wohnhaus Bürgermeister-Kolb-Straße 3                                | Unterbalbach, Bürgermeister-Kolb-Straße 3 (Karte)                      | 18./19. Jahrhundert    | Erhaltenswertes Gebäude | BW |
|                | Scheune Bürgermeister-Kolb-Straße 3                                 | Unterbalbach, Bürgermeister-Kolb-Straße 3 (Karte)                      | 18./19. Jahrhundert    | Erhaltenswertes Gebäude | BW |
|                | Barocke Hausmuttergottes am Wohnhaus Bürgermeister-Kolb-Straße 7    | Unterbalbach, Bürgermeister-Kolb-Straße 7 (Karte)                      | 18. Jahrhundert        | Geschützt nach § 28 DSchG | BW |
|                | Sandsteinkreuz Bürgermeister-Kolb-Straße                            | Unterbalbach, Bürgermeister-Kolb-Straße (Karte)                        | 1590                   | Geschützt nach § 28 DSchG | BW |
|                | Heiligenfigur Bürgermeister-Kolb-Straße / Oberbalbacher Straße      | Unterbalbach, Bürgermeister-Kolb-Straße / Oberbalbacher Straße (Karte) | 1895                   | Geschützt nach § 28 DSchG | BW |
|                | Wohnhaus Bürgermeister-Kolb-Straße 15                               | Unterbalbach, Bürgermeister-Kolb-Straße 15 (Karte)                     | Spätes 18. Jahrhundert | Erhaltenswertes Gebäude | BW |
|                | Scheune Bürgermeister-Kolb-Straße 15                                | Unterbalbach, Bürgermeister-Kolb-Straße 15 (Karte)                     | Wohl 19. Jahrhundert   | Erhaltenswertes Gebäude | BW |
|                | Doppelwohnhaus Bürgermeister-Kolb-Straße 20/22                      | Unterbalbach, Bürgermeister-Kolb-Straße 20/22 (Karte)                  | Spätes 18. Jahrhundert | Erhaltenswertes Gebäude | BW |
|                | mehrere Kleinsthäuser von ehem. Handwerkern bzw. Taglöhnern Burgweg | Unterbalbach, Burgweg (Karte)                                          |                        | Erhaltenswertes Gebäude | BW |
|                | Bildstock am Haus Oberbalbacher Straße 14                           | Unterbalbach, Oberbalbacher Straße 14 (Karte)                          | 1718                   | Bildstock, Christus an der Geißelsäule, auf gedrehter Säule mit Weinreben Geschützt nach § 2 DSchG                                                                                           | BW |
|                | Pfarrzentrum St. Markus Oberbalbacher Straße 18                     | Unterbalbach, Oberbalbacher Straße 18 (Karte)                          | Ende 19. Jahrhundert   | Erhaltenswertes Gebäude | BW |
| Weitere Bilder | Judenfriedhof Oberbalbacher Straße 28                               | Unterbalbach, Oberbalbacher Straße 28 (Karte)                          | 1590                   | Geschützt nach § 2 DSchG |    |
|                | Gehöft Oberbalbacher Straße 41                                      | Unterbalbach, Oberbalbacher Straße 41 (Karte)                          | 19. Jahrhundert        | Erhaltenswertes Gebäude | BW |
|                | Wohnhaus St. Markus Straße 1                                        | Unterbalbach, St. Markus Straße 1 (Karte)                              | Spätes 18. Jahrhundert | Erhaltenswertes Gebäude | BW |
|                | gegenüberliegende Scheune St. Markus Straße 1                       | Unterbalbach, St. Markus Straße 1 (Karte)                              | 19. Jahrhundert        | Erhaltenswertes Gebäude | BW |
| Weitere Bilder | St. Markus                                                          | St.-Markus-Straße 7 (Karte)                                            | 1824/1825              | St. Markus. Saalkirche von 1824/25 mit älterem Eingangsturm. Geschützt nach § 2 DSchG |    |
|                | Östlicher Teil der St. Markus Straße St. Markus Straße              | Unterbalbach, St. Markus Straße (Karte)                                |                        | Erhaltenswerte Straße | BW |
|                | Gehöft Untere Mühlstraße 5                                          | Unterbalbach, Untere Mühlstraße 5 (Karte)                              | Spätes 19. Jahrhundert | Erhaltenswertes Gebäude | BW |
|                | Doppelwohnhaus Untere Mühlstraße 14 und 16                          | Unterbalbach, Untere Mühlstraße 14 und 16 (Karte)                      | 19. Jahrhundert        | Erhaltenswertes Gebäude | BW |
|                | Bildstock mit Marienkrönung Untere Mühlstraße                       | Unterbalbach, Untere Mühlstraße (Karte)                                | 1718                   | Geschützt nach § 28 DSchG | BW |
|                | Wohnhaus Zwischen den Bächen 1                                      | Unterbalbach, Zwischen den Bächen 1 (Karte)                            | Frühes 20. Jahrhundert | Erhaltenswertes Gebäude | BW |
|                | Bildstock                                                           | Taubertalradweg (Karte)                                                |                        | Bildstock |    |
|                | Kriegerdenkmal                                                      |                                                                        |                        | Kriegerdenkmal |    |
|                | Soldatengrab                                                        |                                                                        |                        | Soldatengrab. Neben dem Kriegerdenkmal befindet sich ein Einzelgrab für 7 Soldaten (darunter 6 unbekannte).                                                                                  |    |